# Zelfportretten van Rembrandt
De zelfportretten van Rembrandt vormen een belangrijk deel van het omvangrijke oeuvre van de 17e-eeuwse Nederlandse schilder Rembrandt van Rijn.

## Geschiedenis
Rembrandt portretteerde zichzelf gedurende een periode van ongeveer veertig jaar bijna honderdmaal, op zo'n 50 schilderijen, 32 etsen en 7 tekeningen. Door middel van de zelfportretten kon hij zich oefenen in gelaatsuitdrukkingen en lichtval, waarbij hij soms een rollenspel speelde en zich uitdoste in bijzondere kostuums of met opvallende attributen. Het laatste geschilderde zelfportret toont Rembrandt op 63-jarige leeftijd en kwam tot stand in het jaar van zijn overlijden, 1669. De meeste etsen dateren uit de periode 1628-1630, toen hij nog in Leiden woonde; de laatste ets is van 1648.
Zoals bij meer werk van Rembrandt, bestaat over de authenticiteit van sommige zelfportretten enige onzekerheid. Enkele worden toegeschreven aan de schilder dan wel zijn atelier.
Aan enkele afgebeelde zelfportretten hieronder is een zelfstandig artikel gewijd. De titel van het werk is in dat geval een link naar het betreffende artikel.

## Zelfportretten (selectie), chronologisch

### Schilderijen

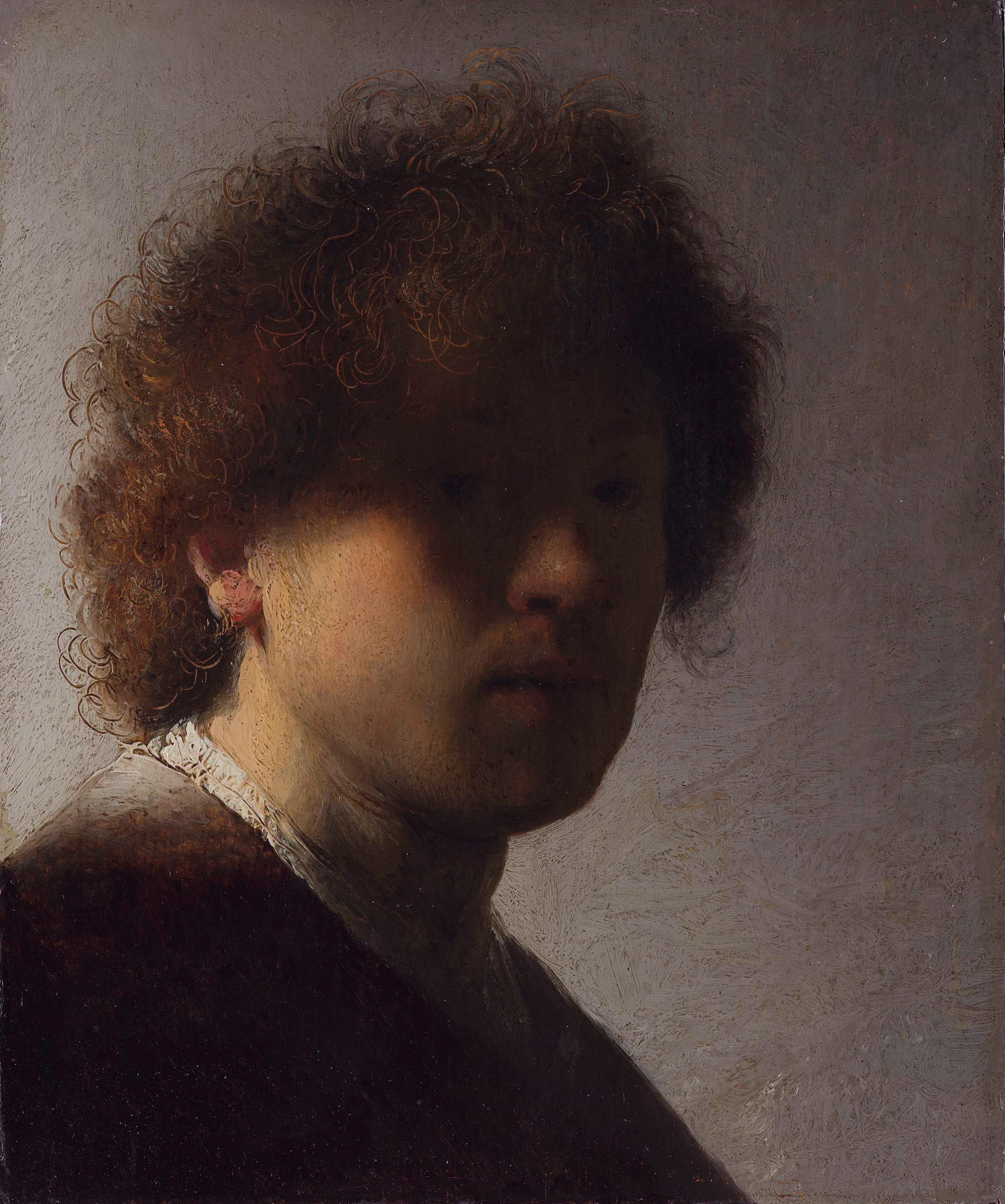
Zelfportret, ca. 1628, geschilderd op 22-jarige leeftijd, mede als clair-obscur-studie, Rijksmuseum Amsterdam
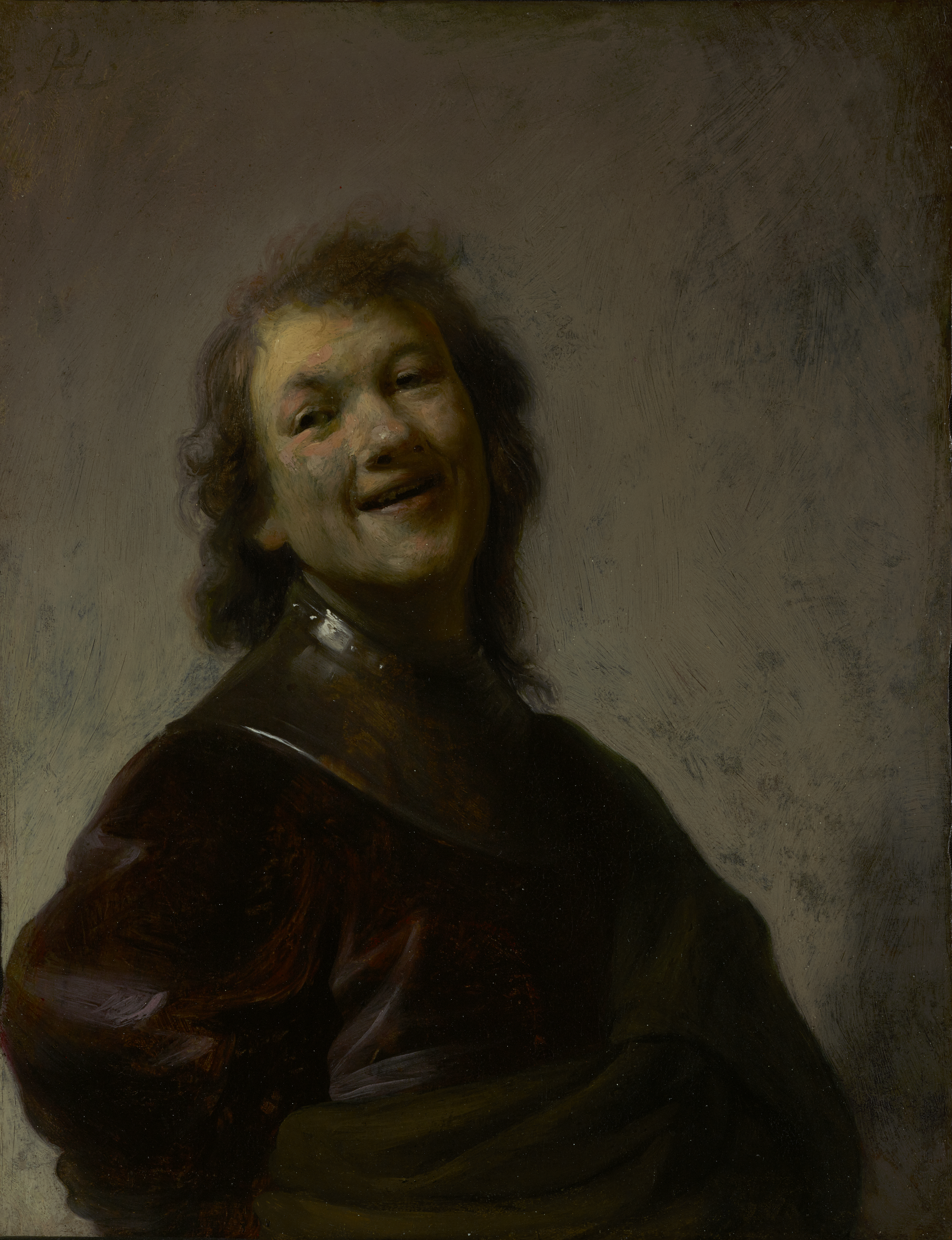
De lachende Rembrandt, ca. 1628, herontdekt in 2008,[3] J. Paul Getty Museum, Los Angeles
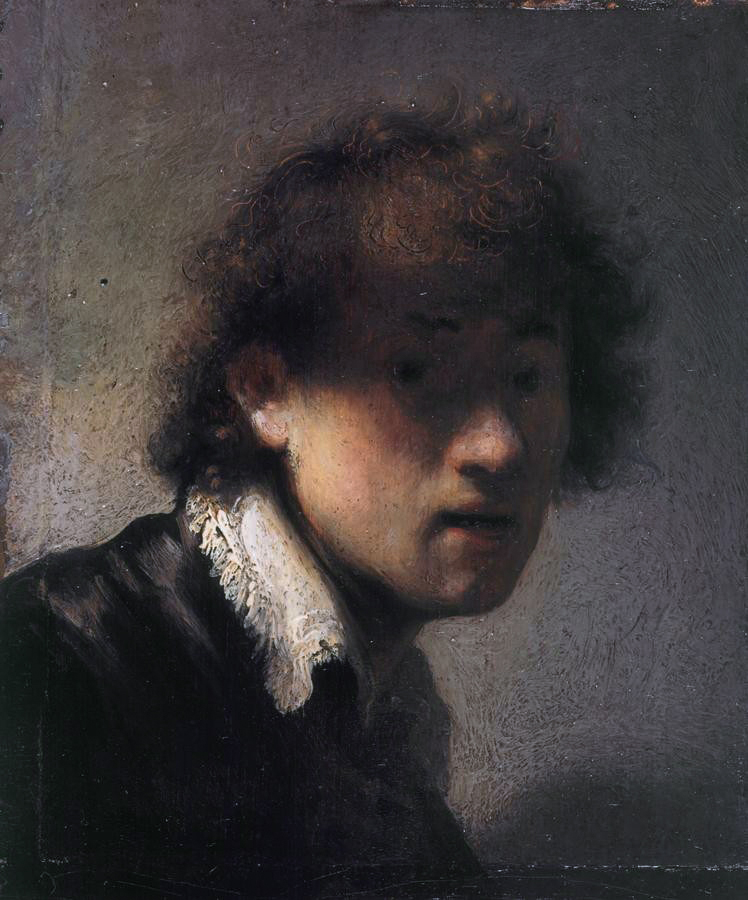
Zelfportret, 1629, Alte Pinakothek, München
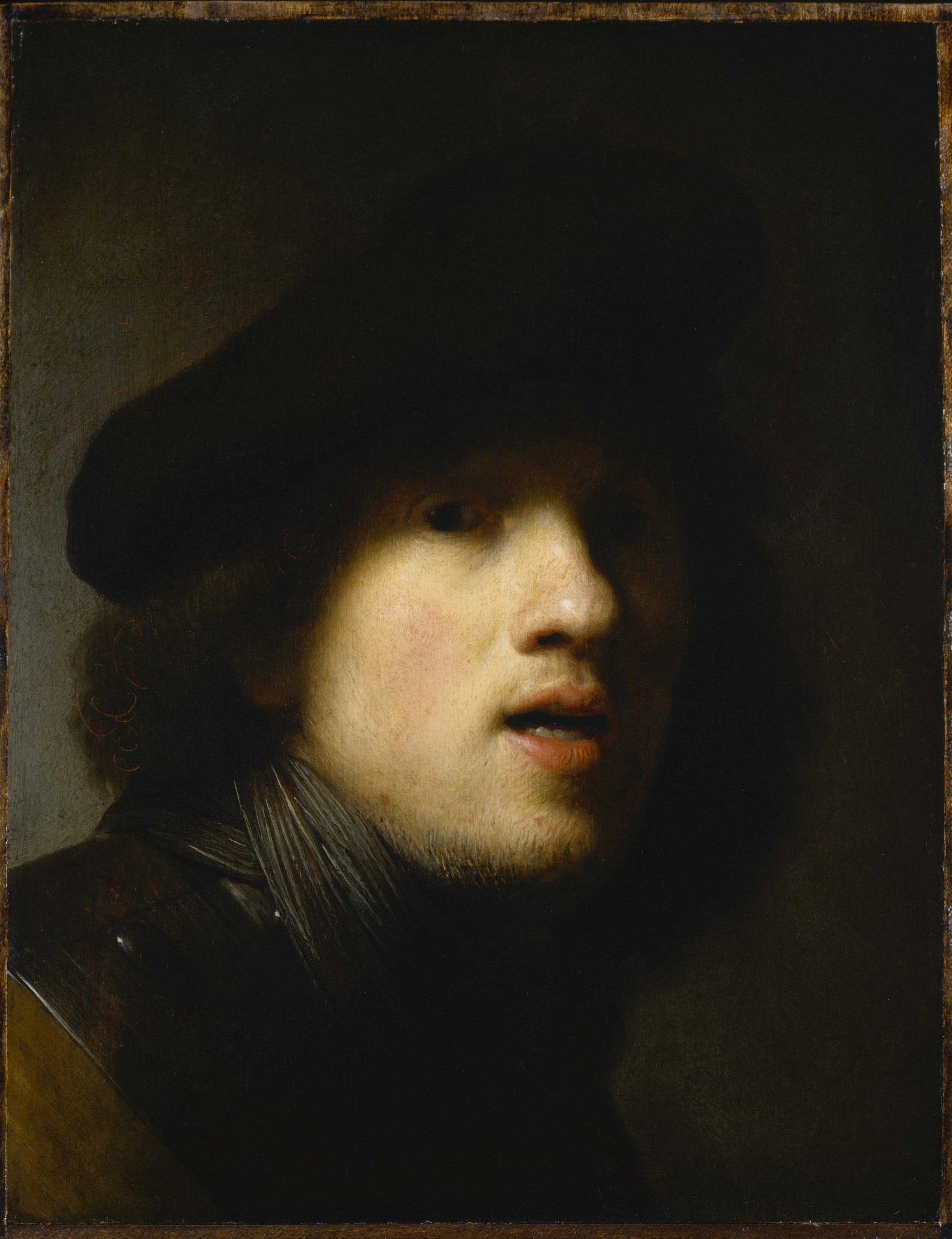
Zelfportret, ca. 1629, Indianapolis Museum of Art, Indianapolis
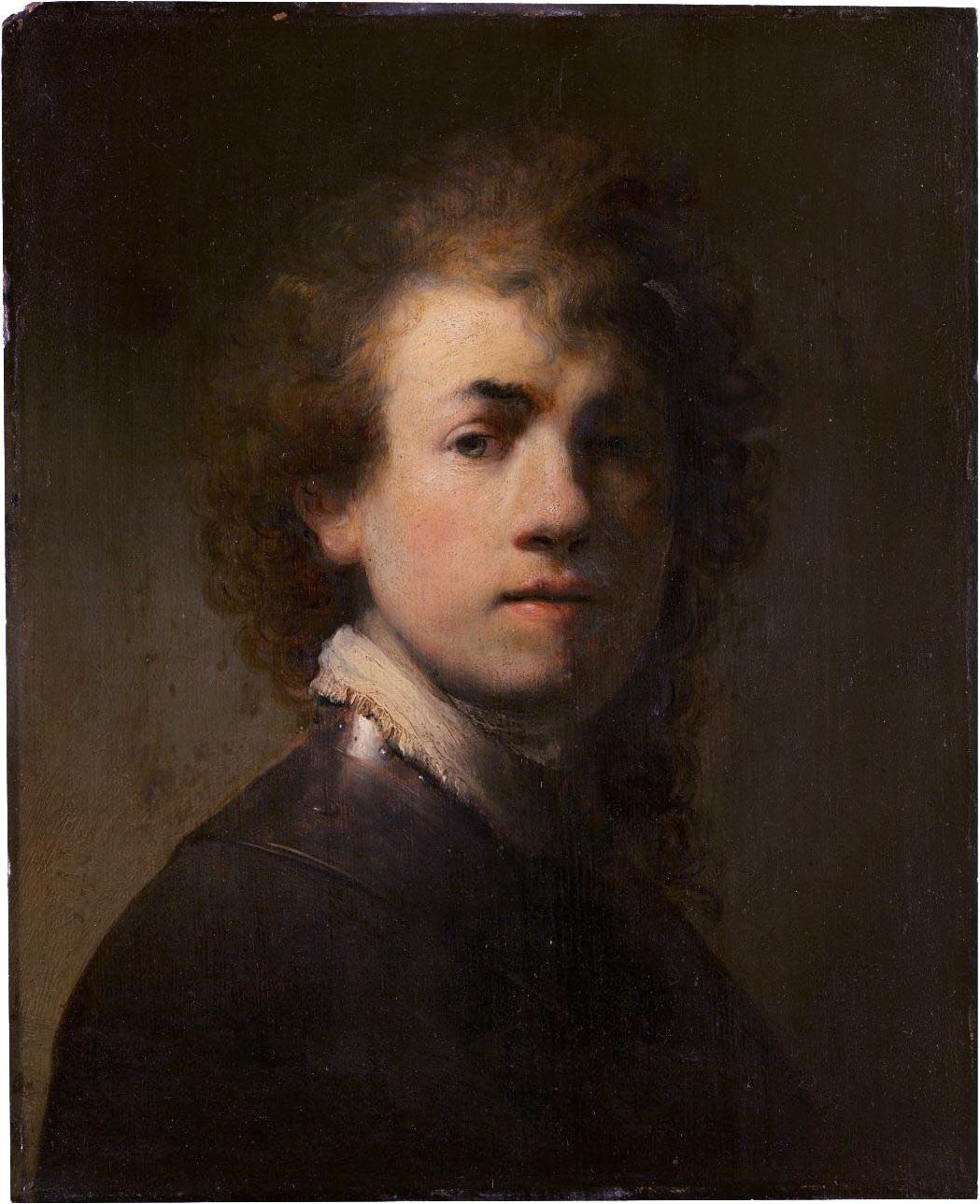
Zelfportret met halsberg, ca. 1629, Germanisches Nationalmuseum, Neurenberg
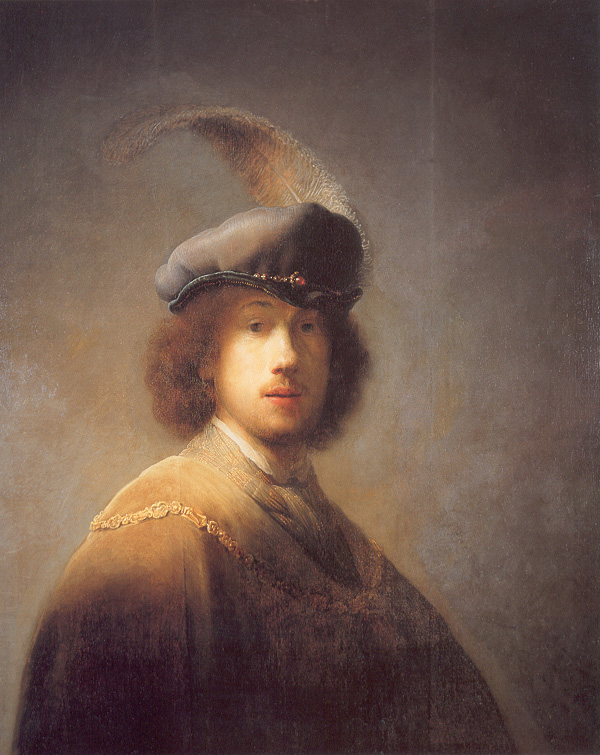
Zelfportret met gevederde baret, 1629, Isabella Stewart Gardner Museum, Boston
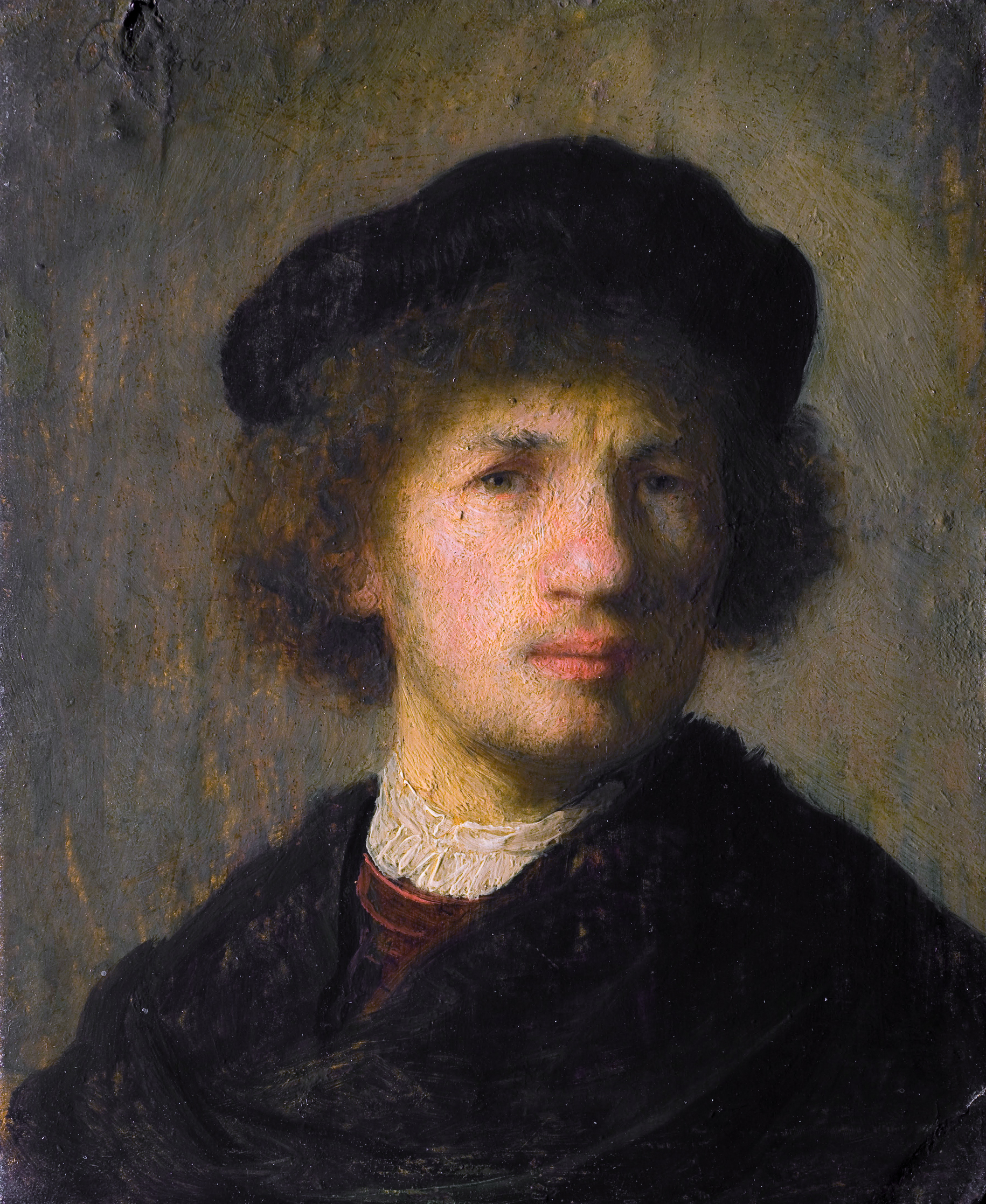
Zelfportret, 1630, Nationalmuseum, Stockholm
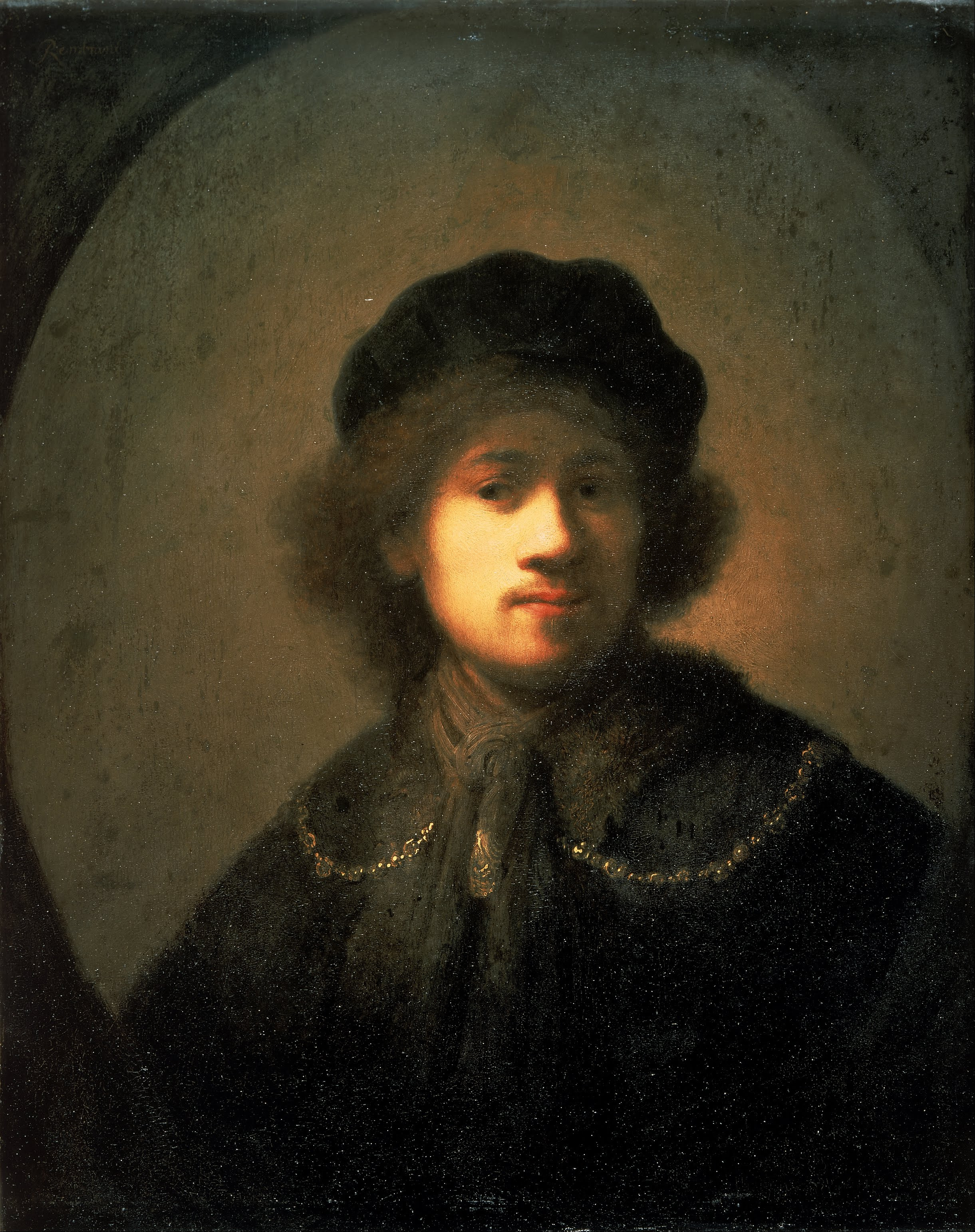
Zelfportret (onzeker), ca. 1630, Walker Art Gallery, Liverpool
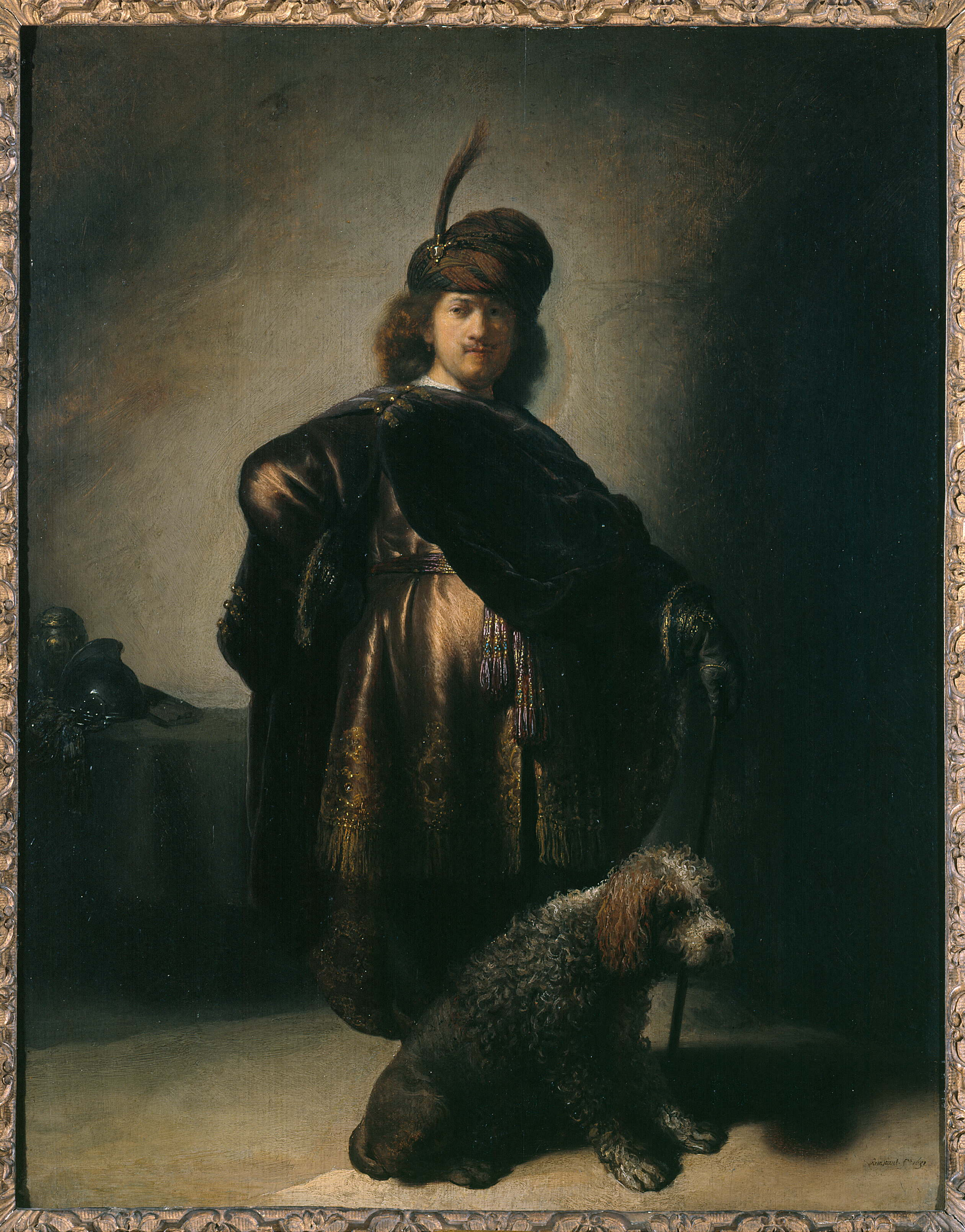
Zelfportret in oosterse kleding met poedel, 1631 of later, de hond werd toegevoegd in 1632 of 1633, Petit Palais, Parijs
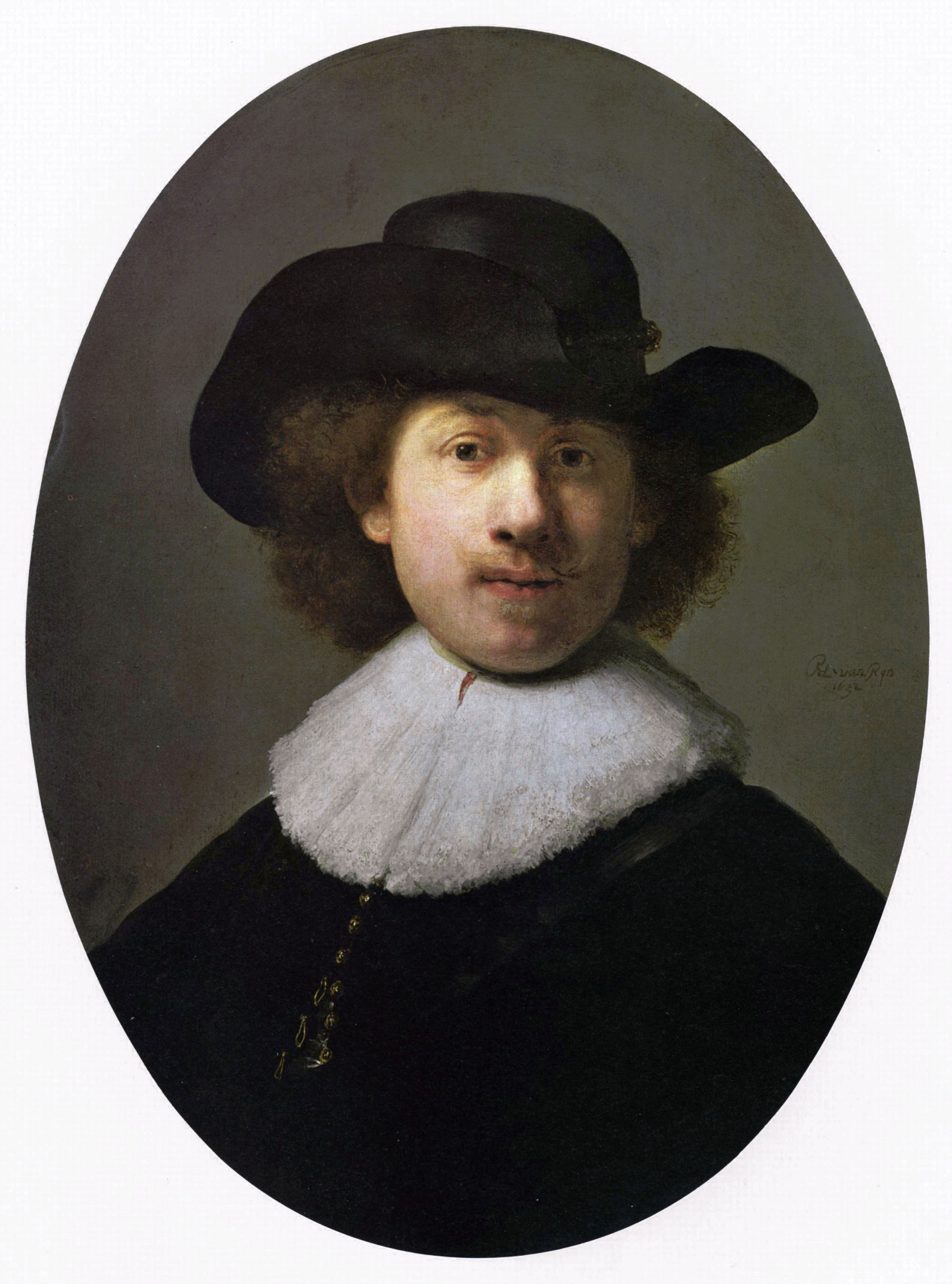
Zelfportret met breedgerande hoed (ook: Zelfportret als burger), 1632, The Burrell Collection, Glasgow
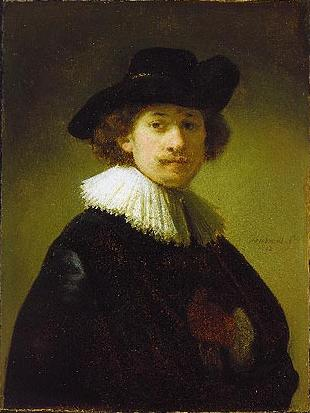
Zelfportret met hoed, 1632, sinds 2005 in bezit van M.C.A. (Louis Reijtenbagh)
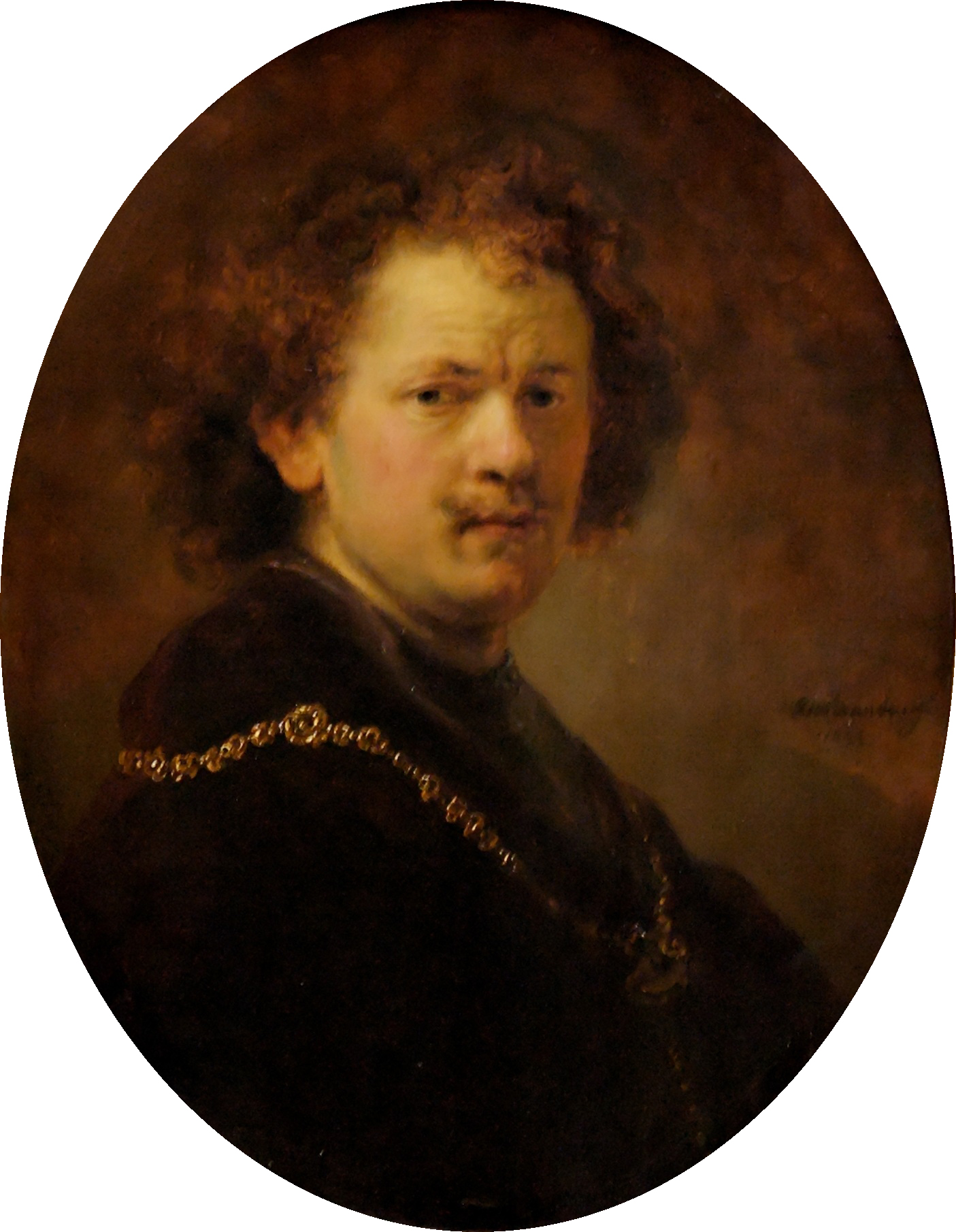
Zelfportret, blootshoofds, 1633, Louvre, Parijs
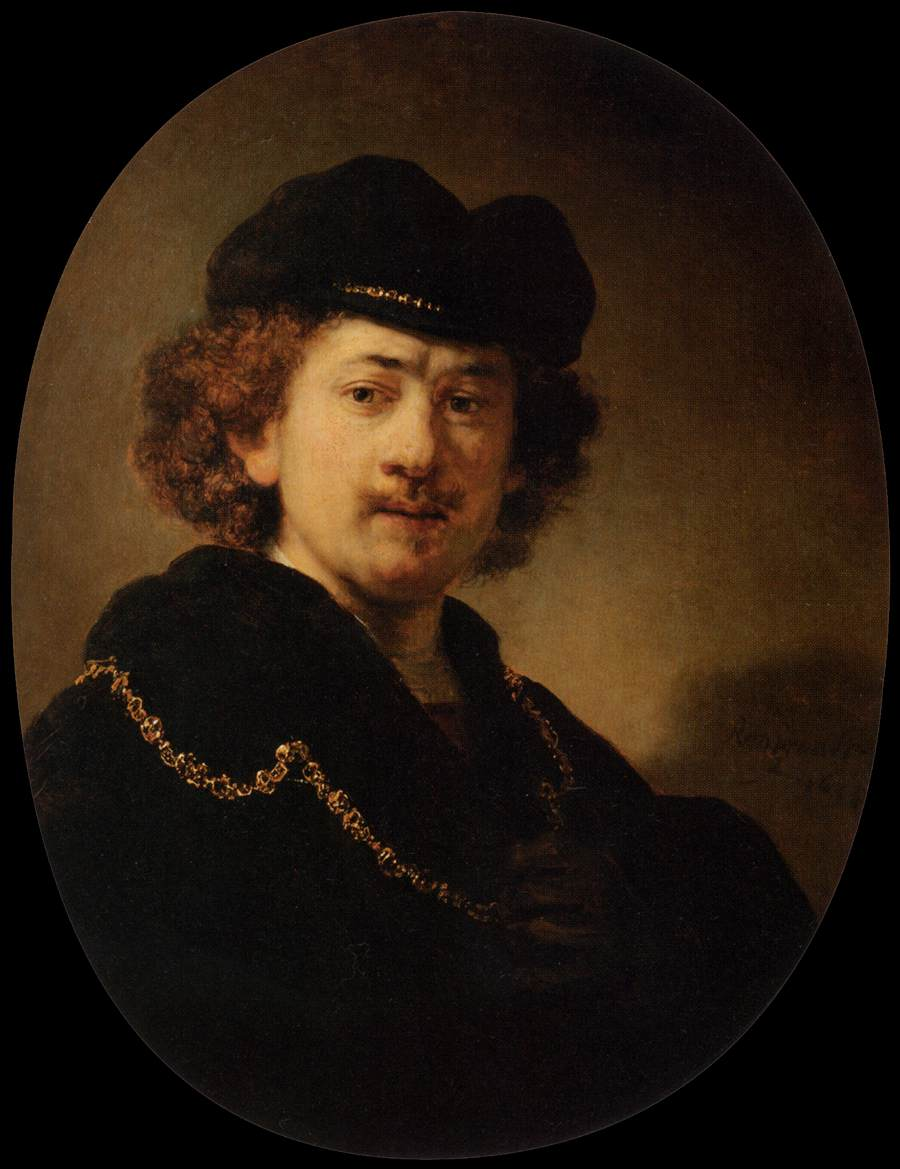
Zelfportret met baret en gouden ketting, 1633, Louvre, Parijs
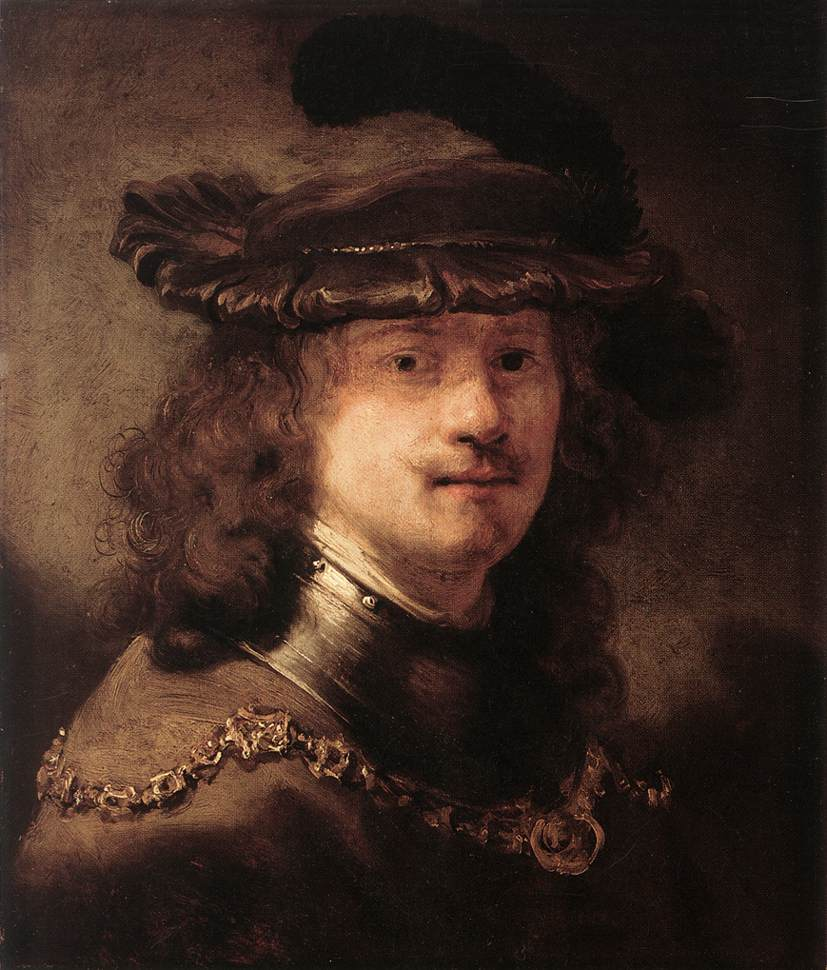
Zelfportret met fluwelen baret en gouden ketting (onzeker, eertijds toegeschreven aan Govert Flinck), 1633-1636, Gemäldegalerie, Berlijn
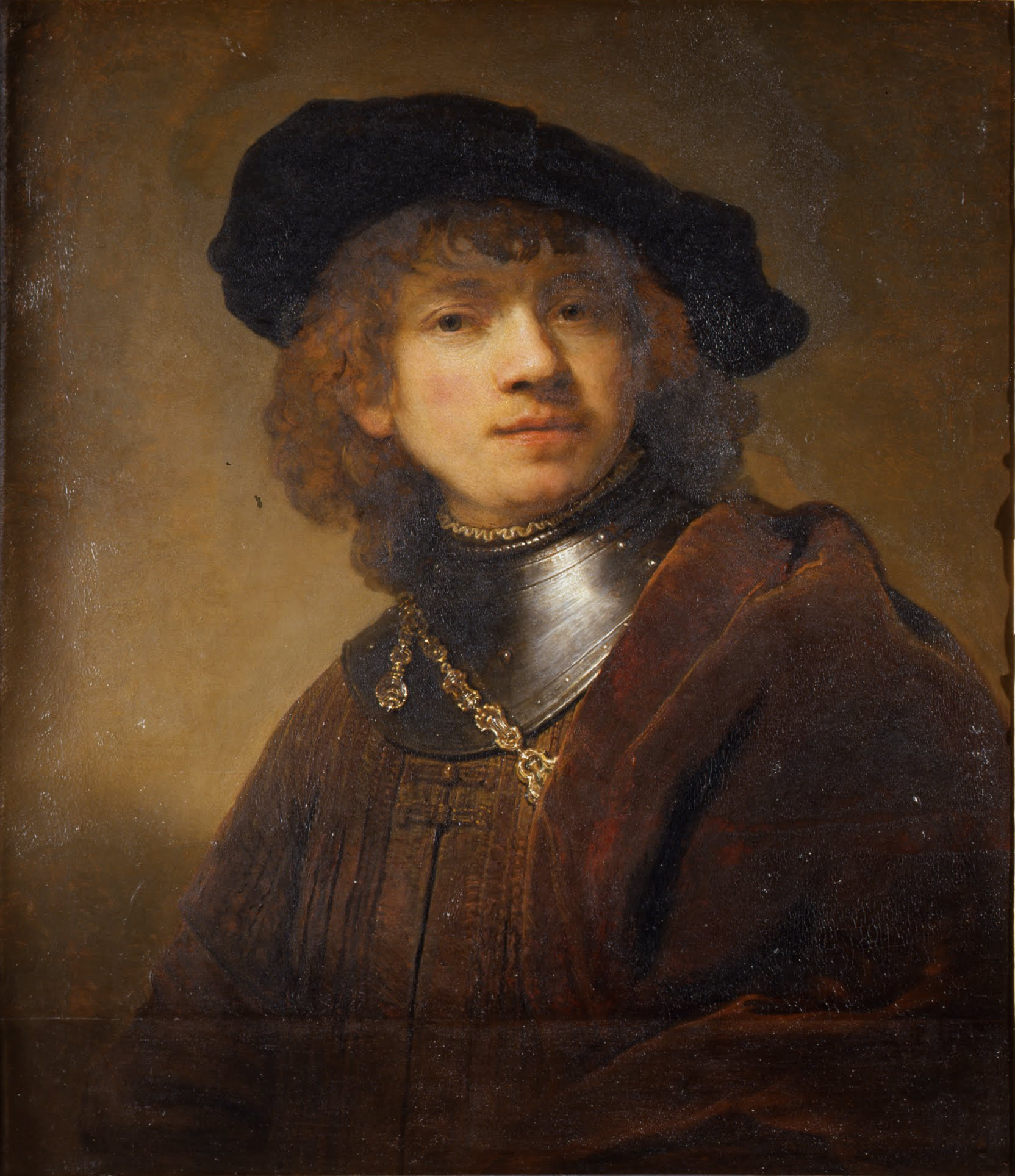
Portret van een jongeman, 1634, Uffizi, Florence
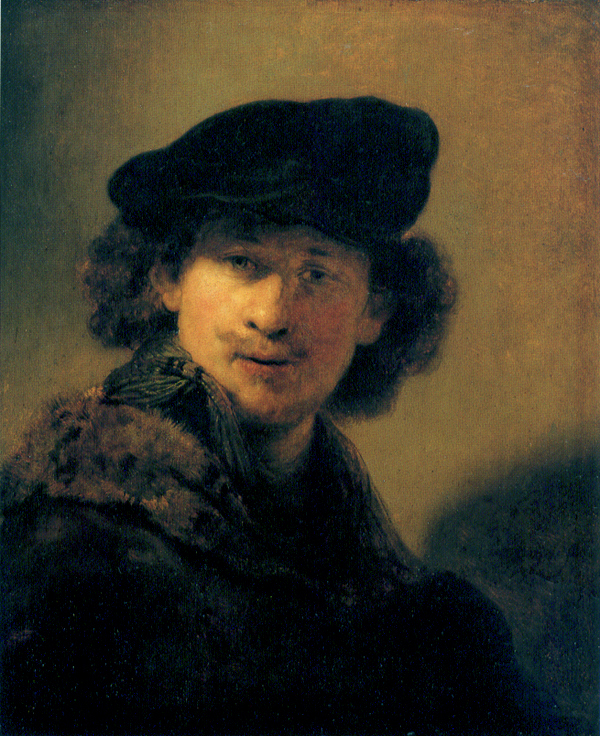
Zelfportret met baret, 1634, Gemäldegalerie, Berlijn
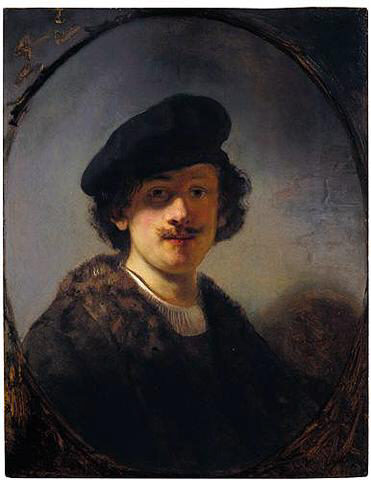
Zelfportret, 1634, privéverzameling (Wynn Collection), Las Vegas
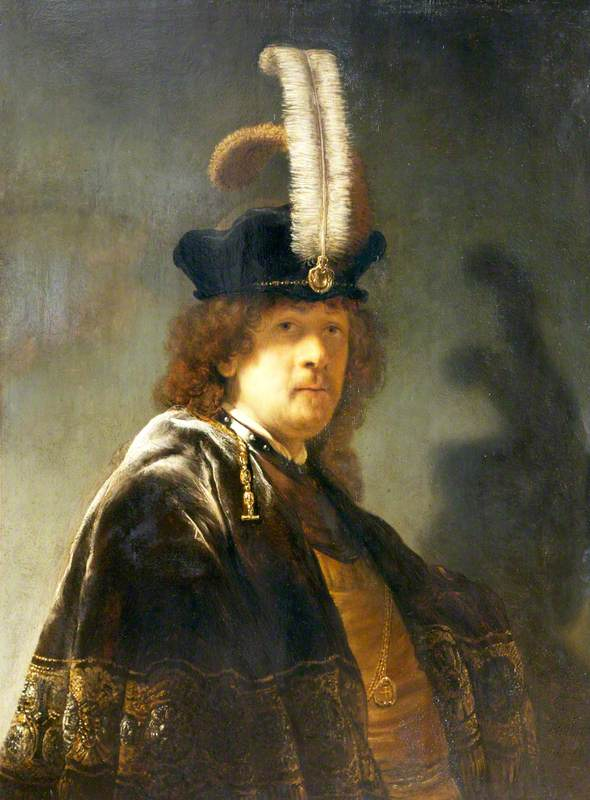
Zelfportret (onzeker, waarschijnlijk Rembrandts atelier, eerder toegeschreven aan Govert Flinck), 1635, Buckland Abbey, Devon
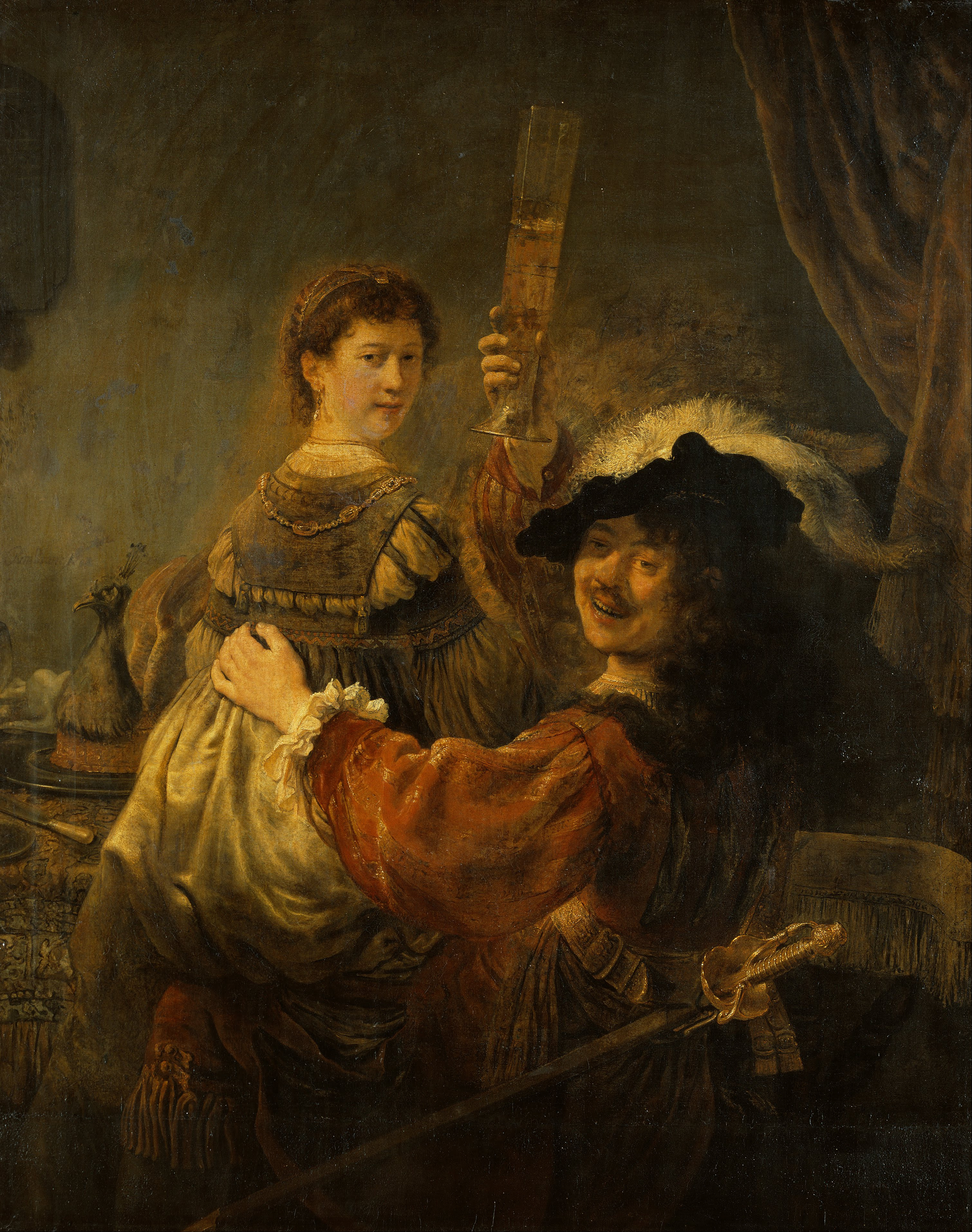
Zelfportret als de verloren zoon (of Zelfportret met Saskia), ca. 1635, Staatliche Kunstsammlungen Dresden
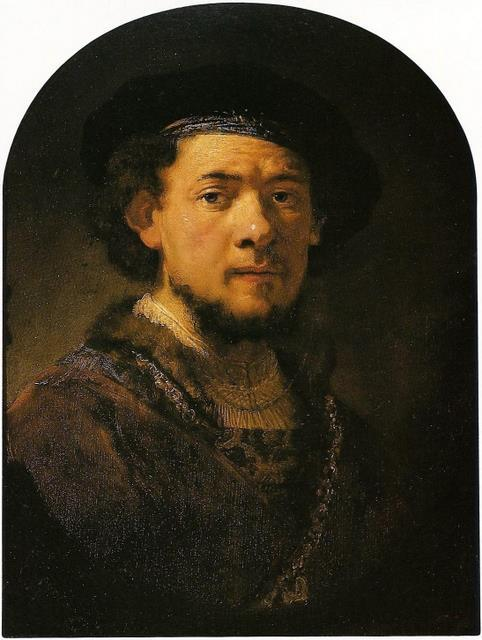
Zelfportret (onzeker), ca. 1635, Museu de Arte de São Paulo
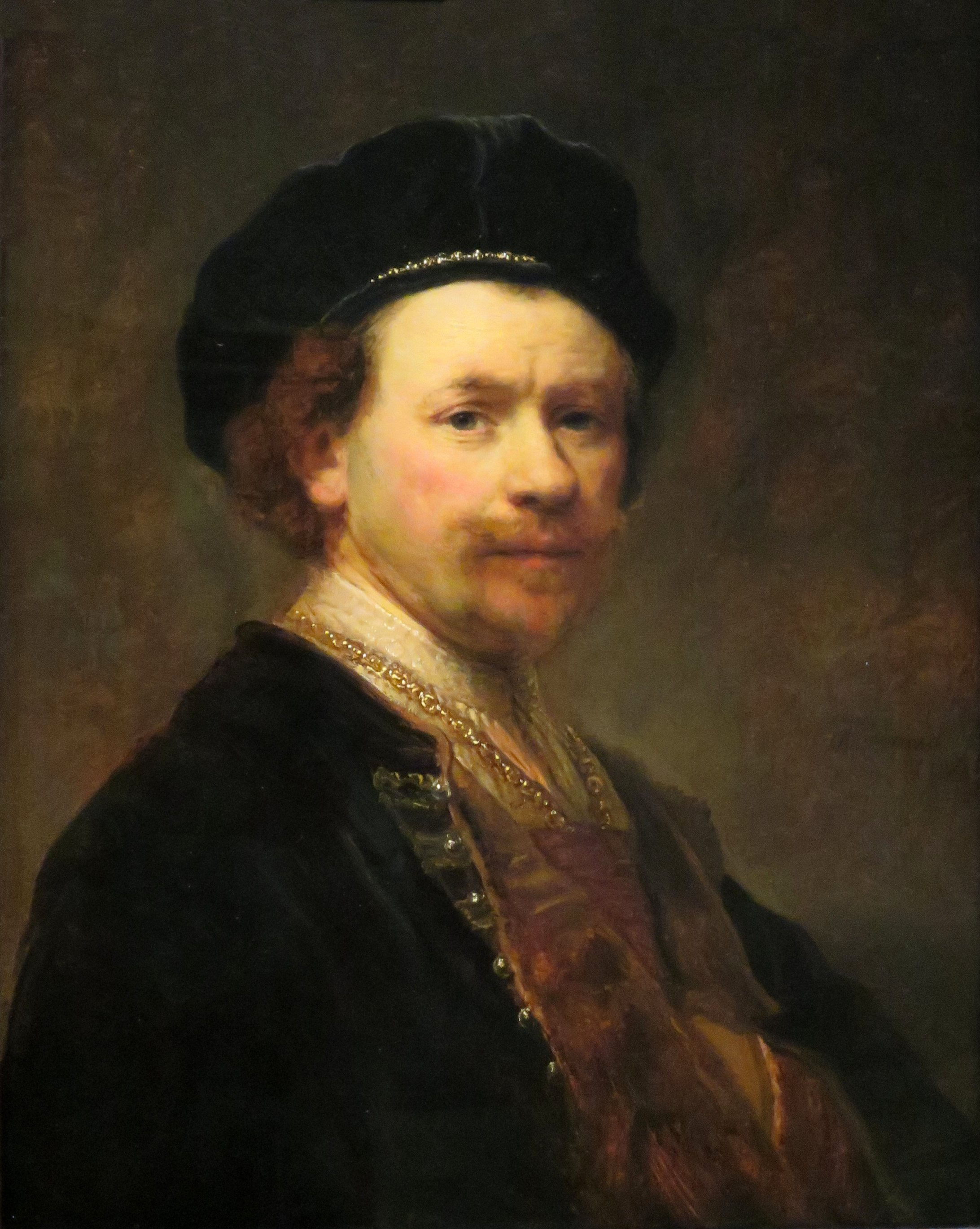
Zelfportret met baret (onzeker), ca. 1636-38, Norton Simon Museum, Pasadena
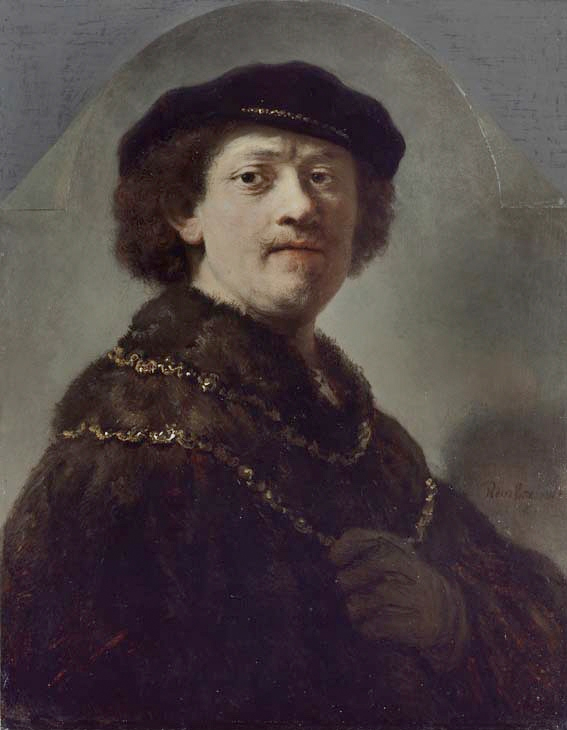
Zelfportret met baret, bontkraag en twee gouden kettingen, ca. 1637, Wallace Collection, Londen
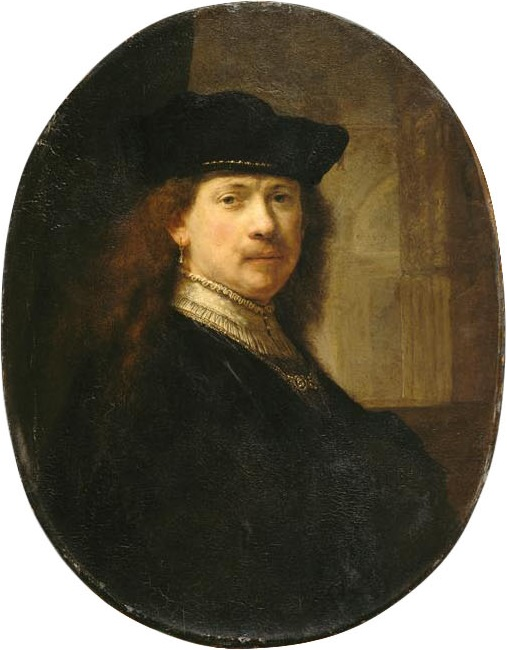
Zelfportret met een architectonische achtergrond (of Rembrandt met baret op een architectonische achtergrond), ca. 1637, Louvre, Parijs
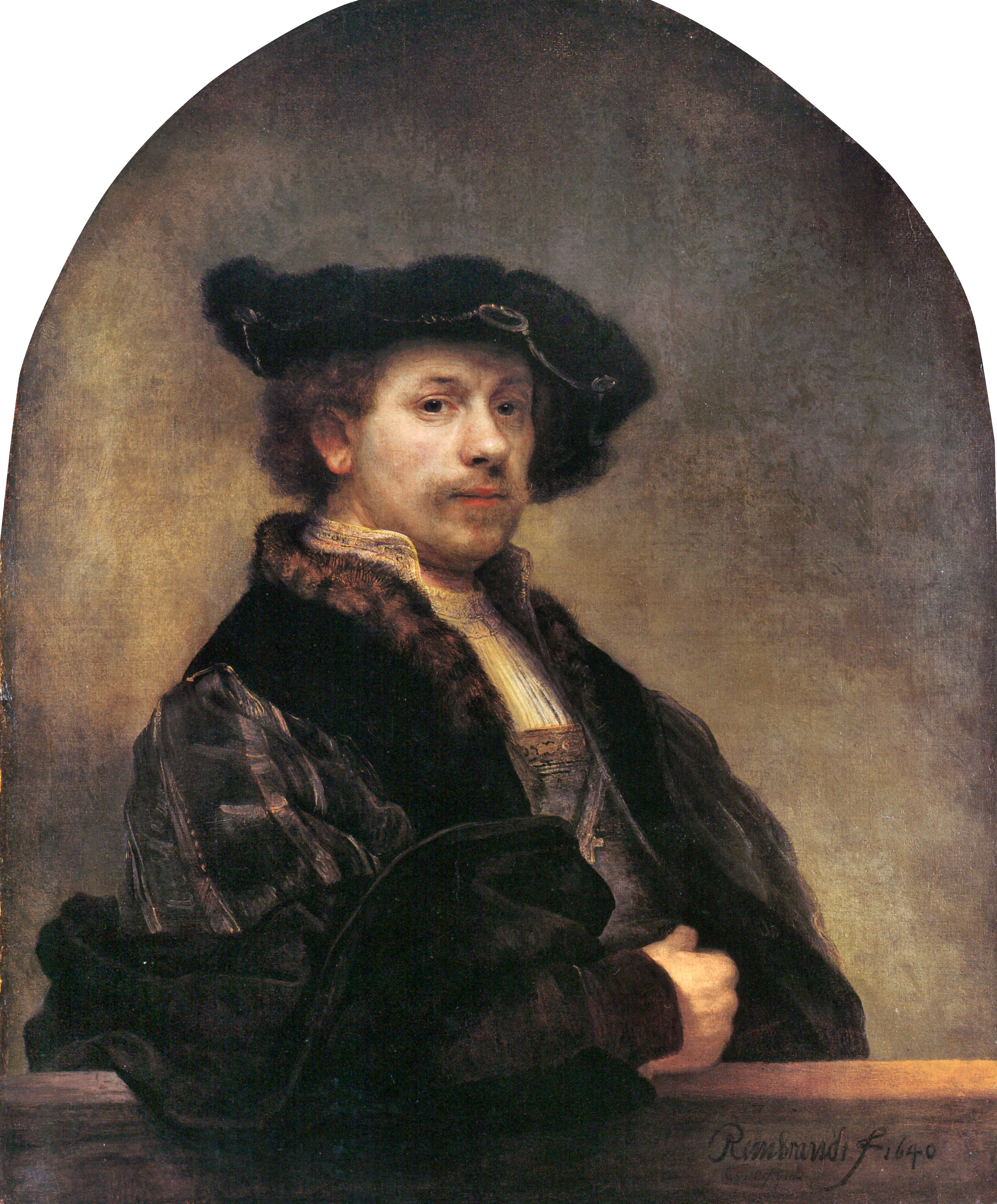
Zelfportret op 34-jarige leeftijd, 1640, in klederdracht van ruim een eeuw ervoor, National Gallery, Londen
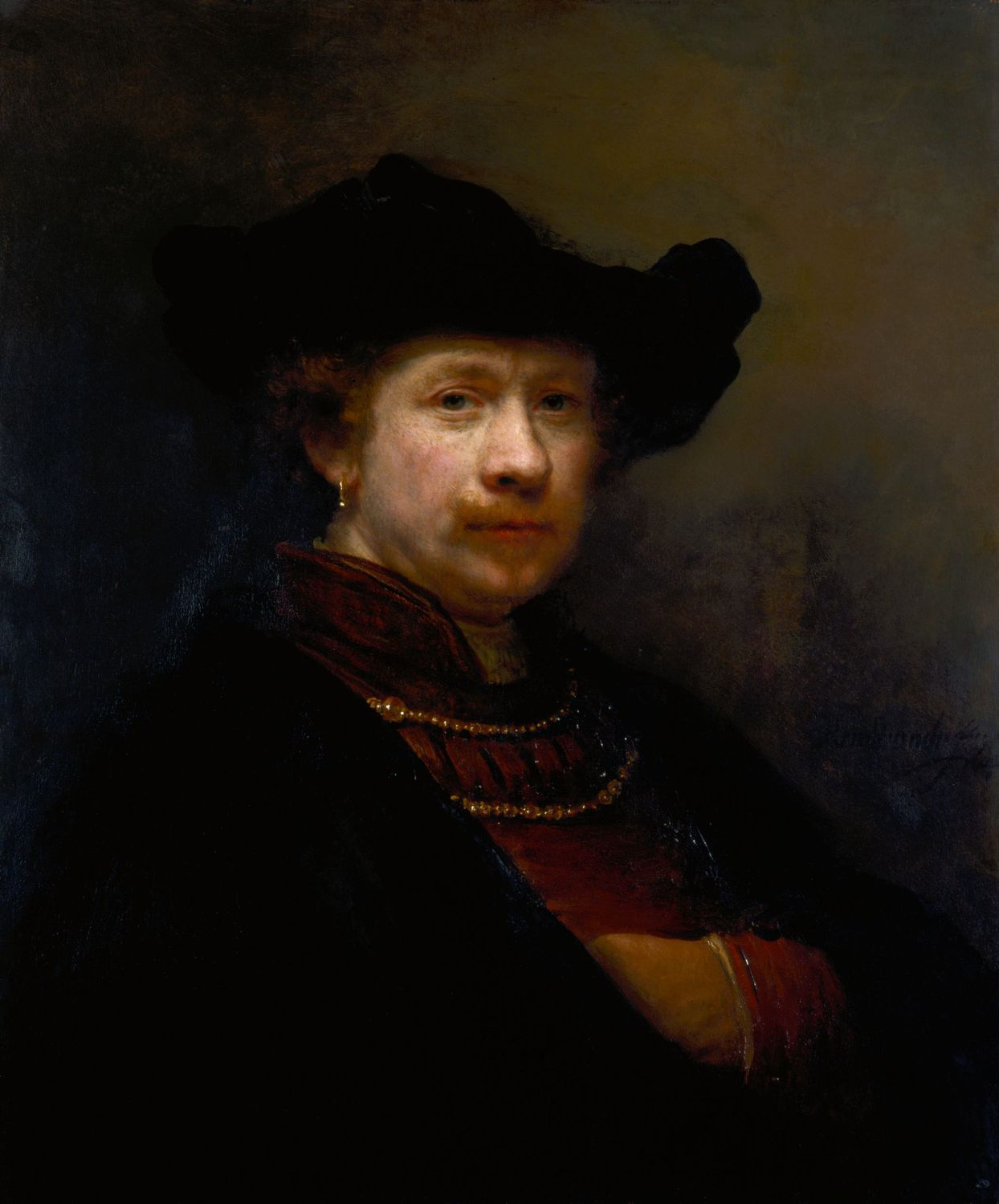
Zelfportret (Self-Portrait in a Flat Cap), 1642, Britse Koninklijke Collectie
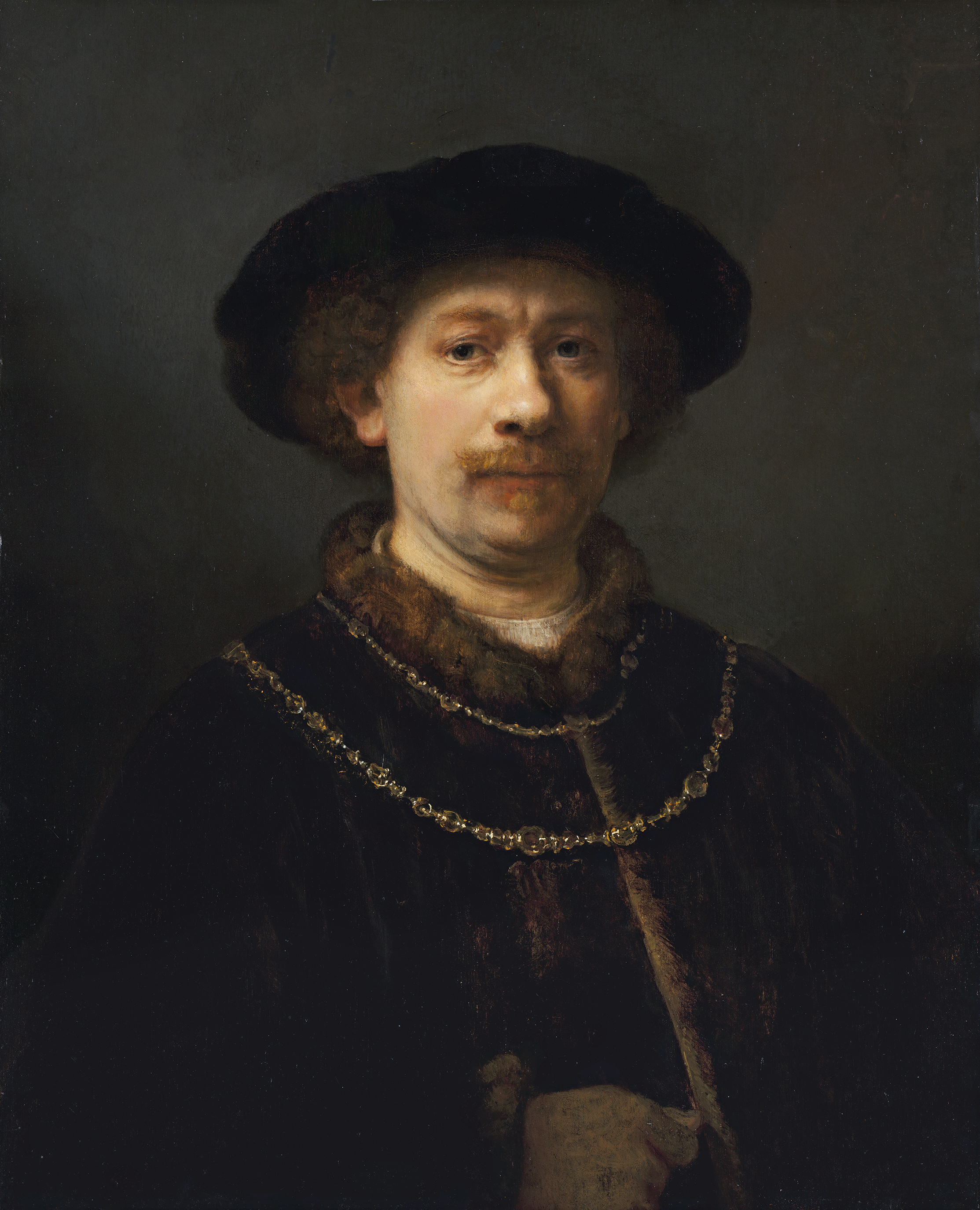
Zelfportret met baret en twee gouden kettingen, ca. 1642 (1640-1645), Museo Thyssen-Bornemisza, Madrid
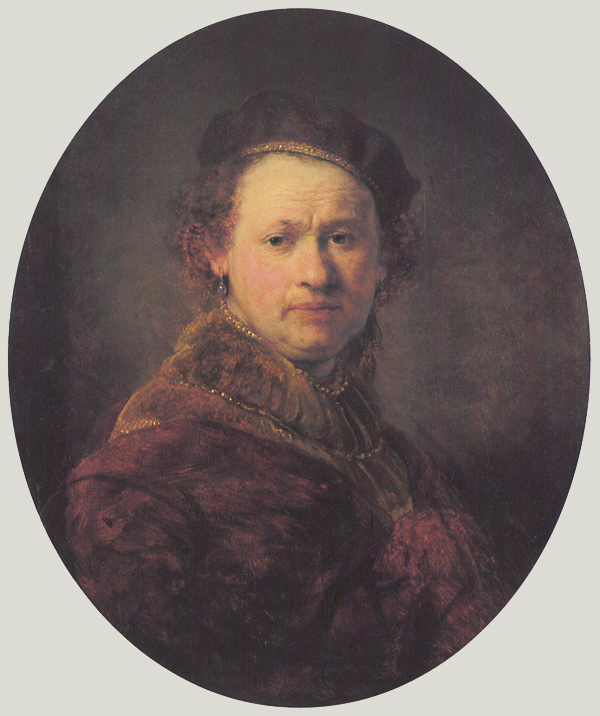
Zelfportret met baret en rode mantel, ca. 1645 (1643-1648), Staatliche Kunsthalle Karlsruhe
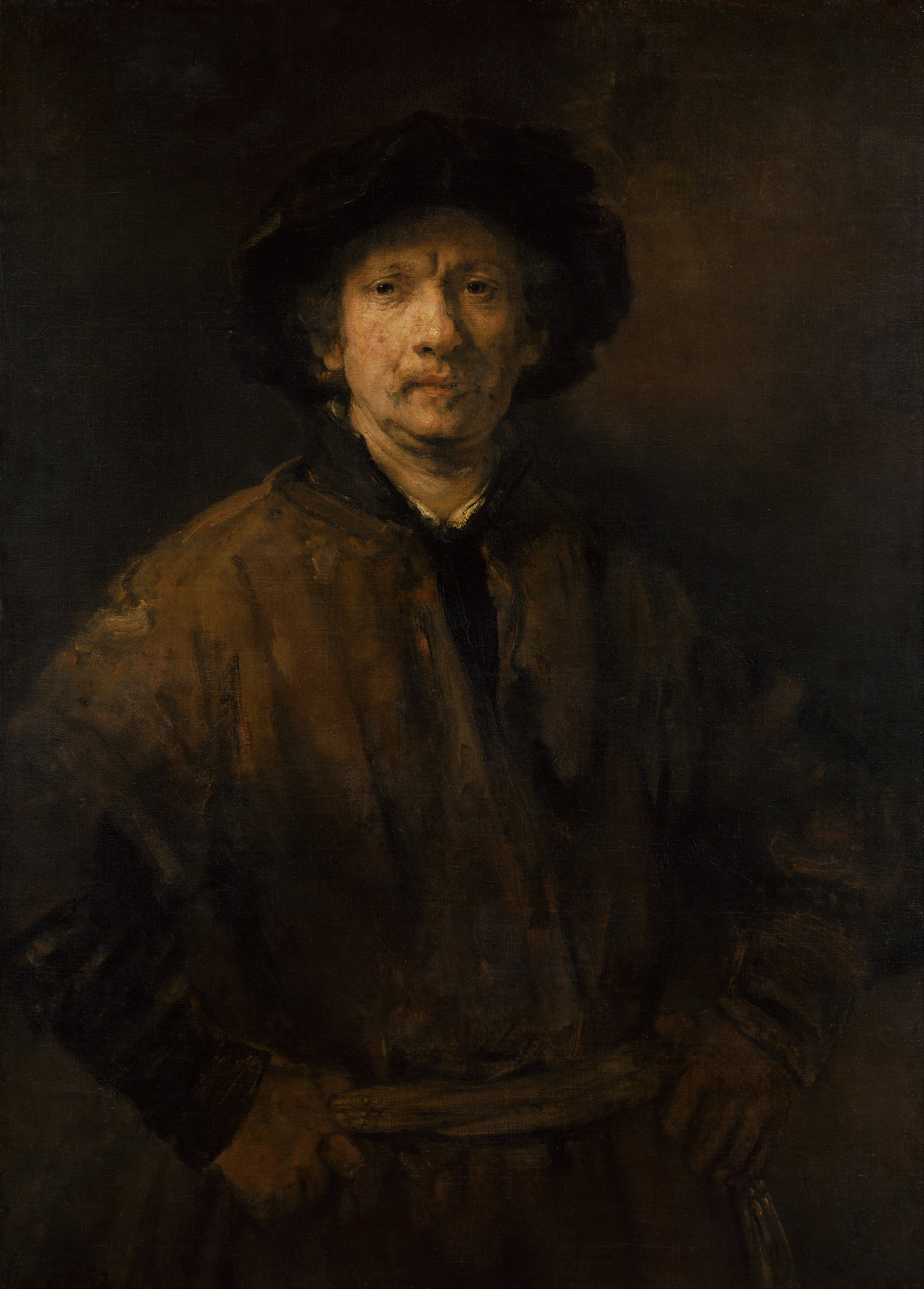
Groot zelfportret, 1652, Kunsthistorisches Museum, Wenen
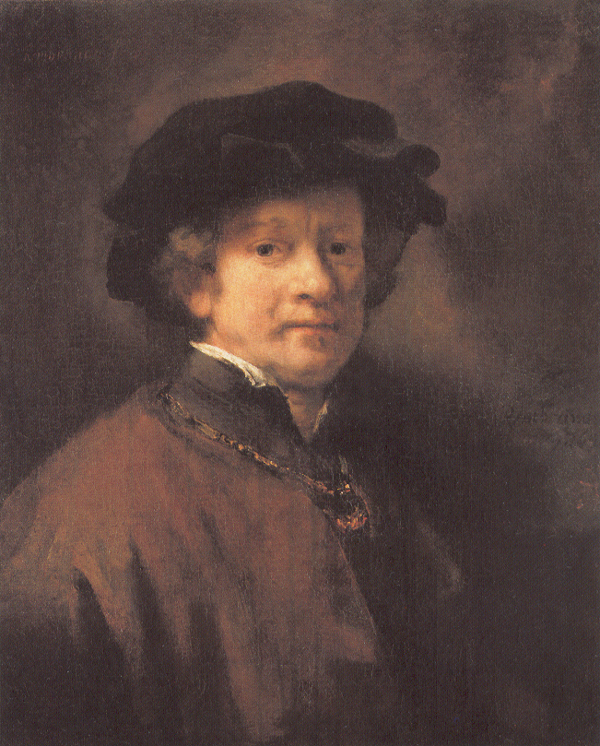
Zelfportret, 1654, Schloss Wilhelmshöhe, Kassel
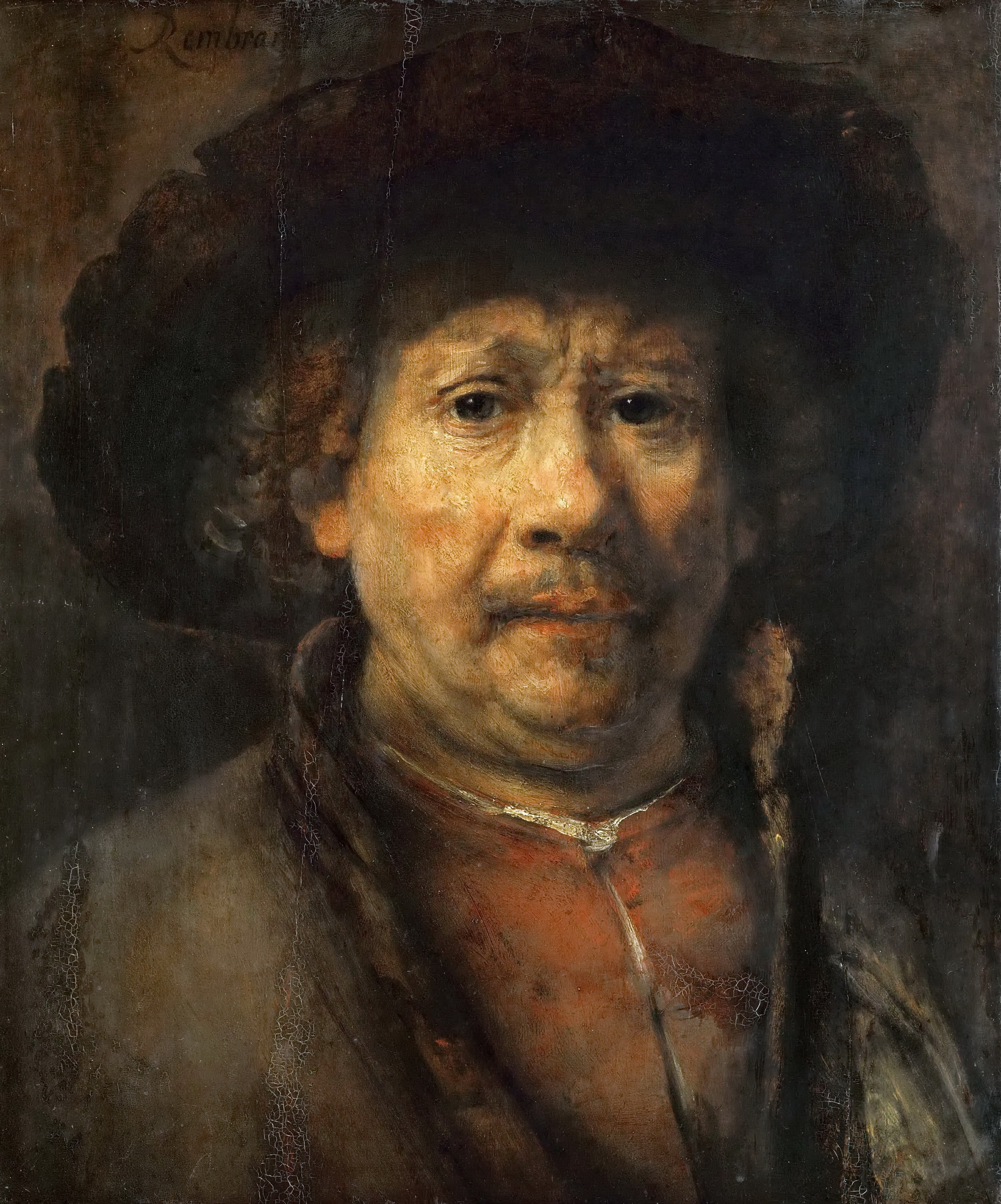
Zelfportret met baret, ca. 1657, Kunsthistorisches Museum, Wenen
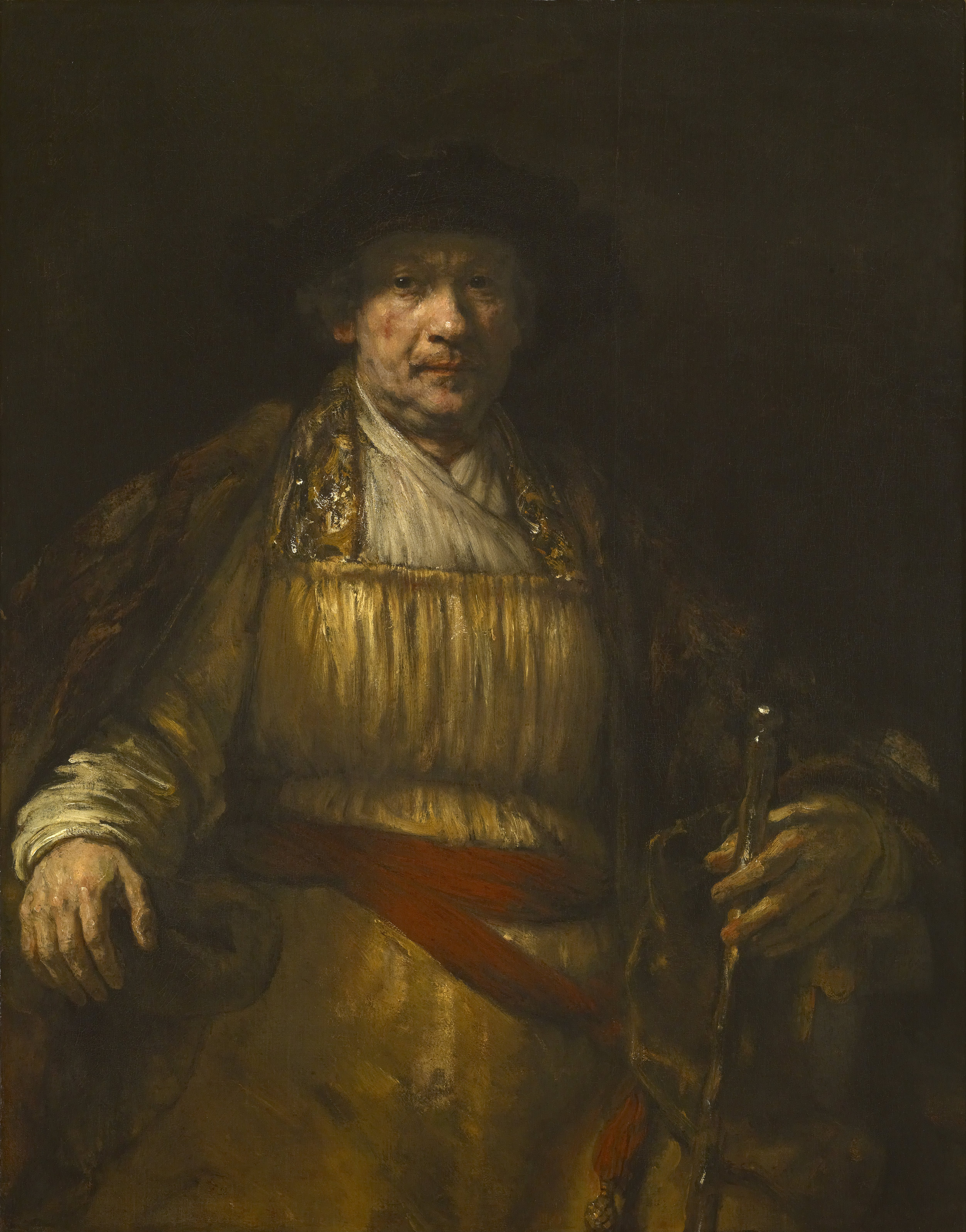
Zelfportret, 1658, Frick Collection, New York
Zelfportret, 1659, National Gallery of Art, Washington
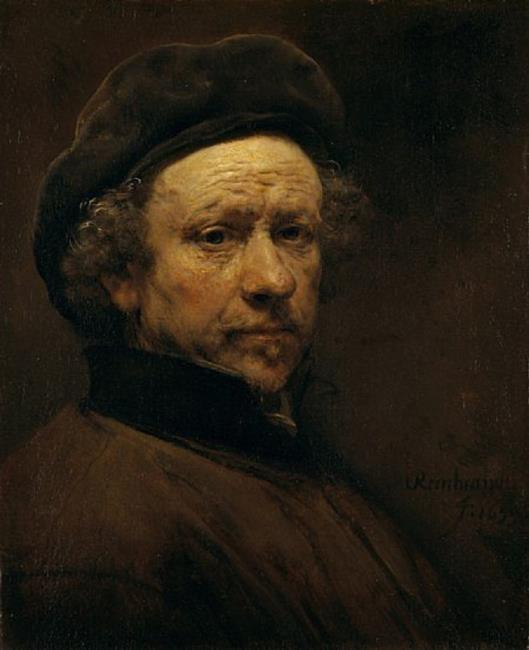
Zelfportret met baret en opstaande kraag, ca. 1659, Scottish National Gallery, Edinburgh
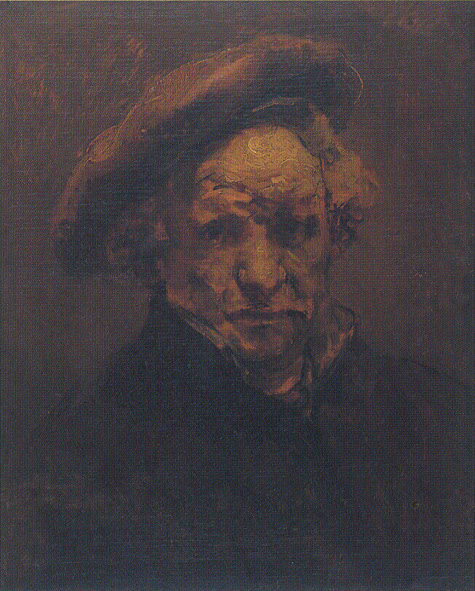
Zelfportret (onvoltooid), ca. 1659, Musée Granet, Aix-en-Provence
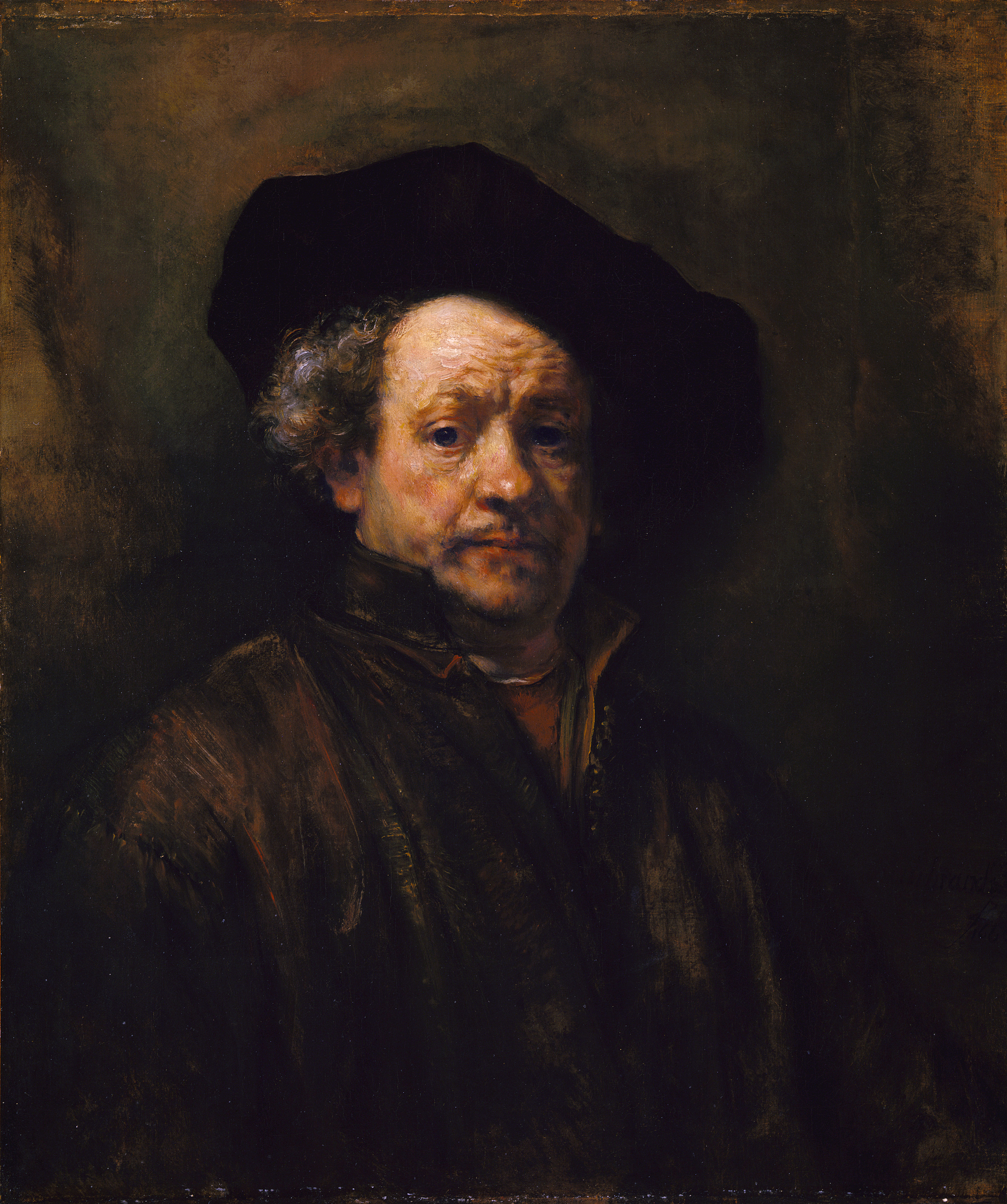
Zelfportret, 1660, Metropolitan Museum of Art, New York
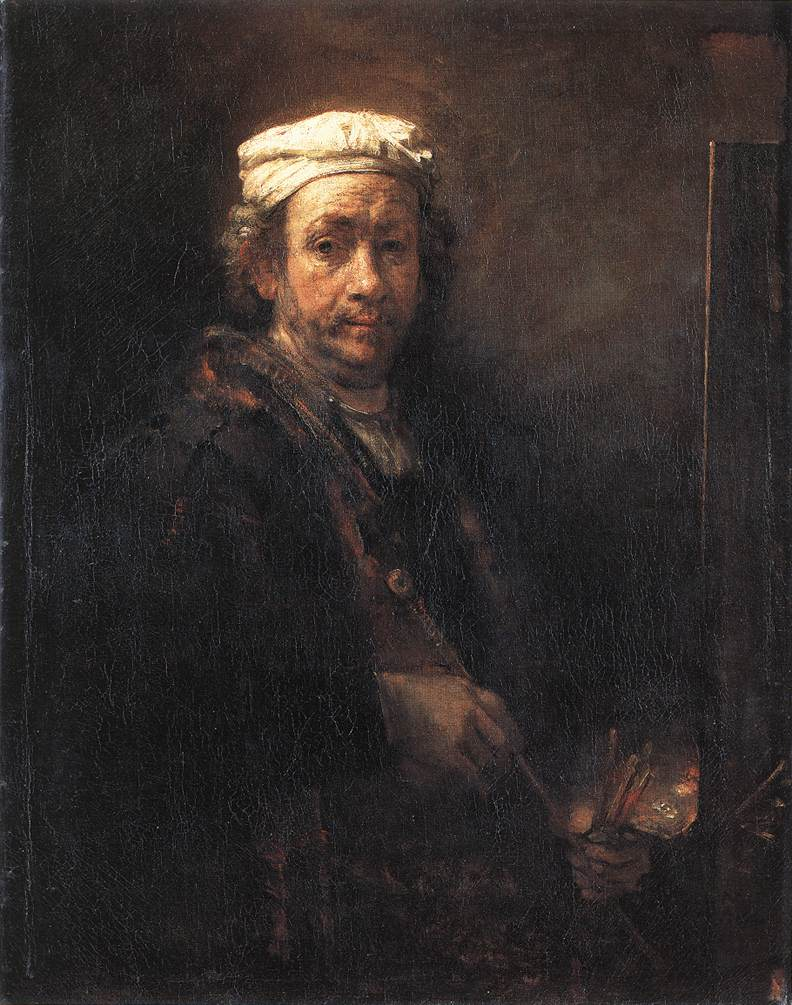
Zelfportret aan de ezel, 1660, Louvre, Parijs
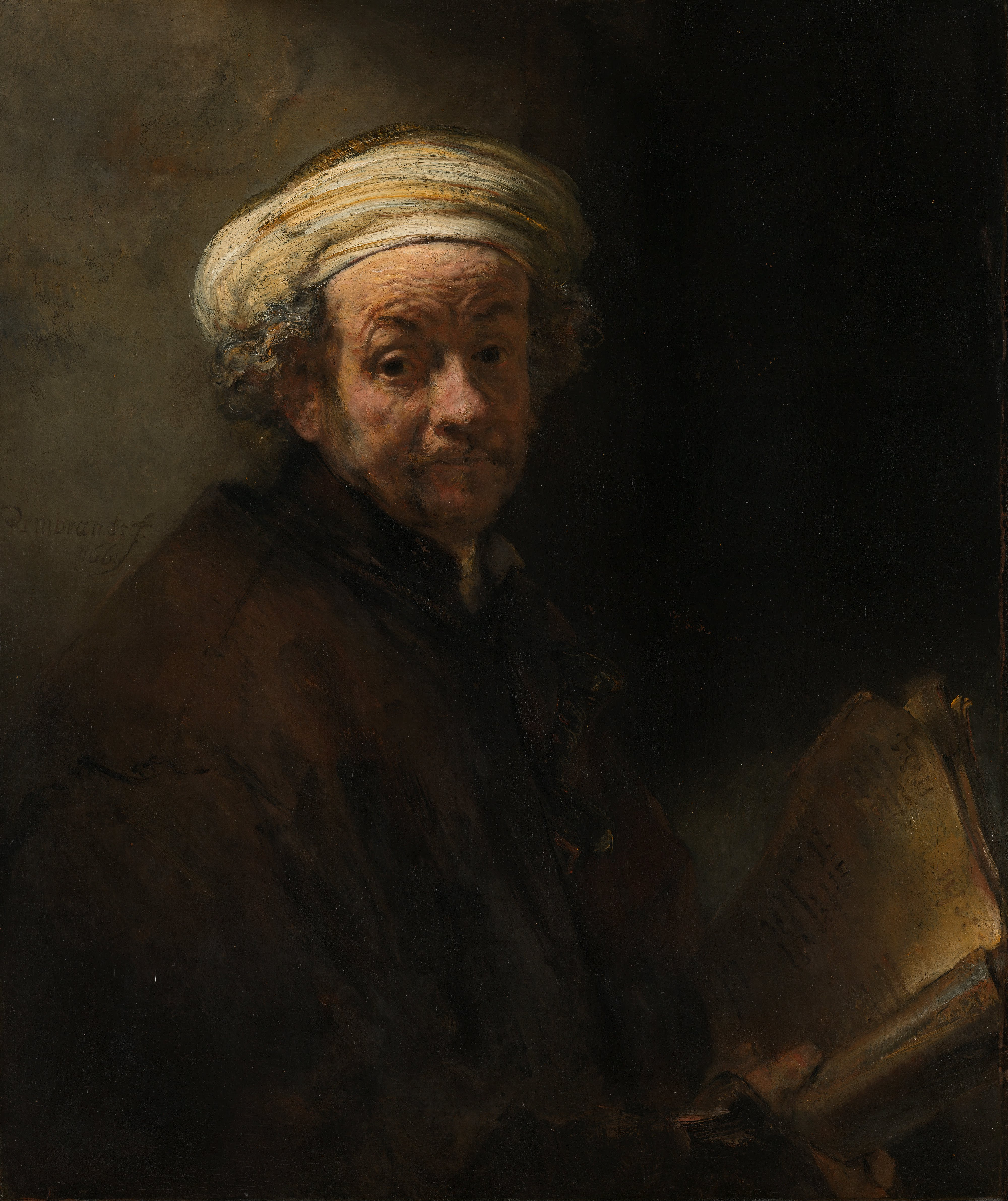
Zelfportret als de apostel Paulus, 1661, Rijksmuseum Amsterdam
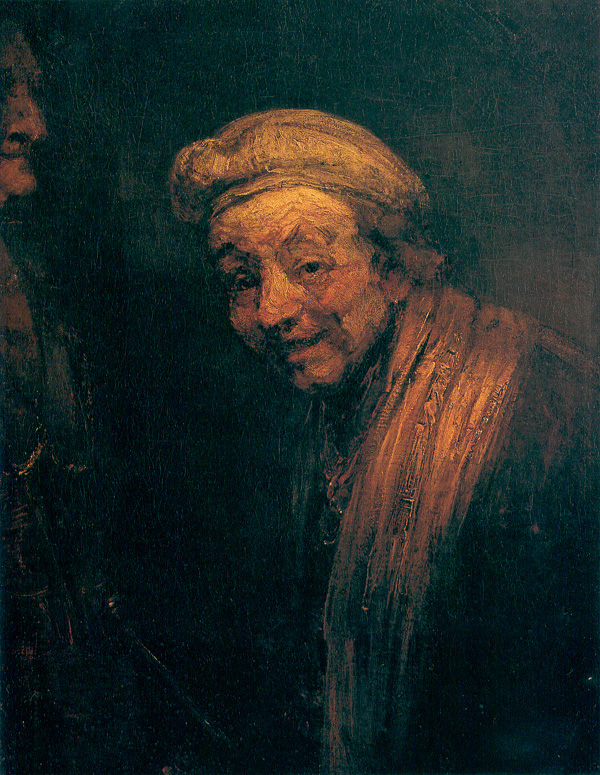
Zelfportret als Zeuxis, ca. 1663, een van de twee portretten van de linkergezichtshelft, Wallraf-Richartz-Museum, Keulen
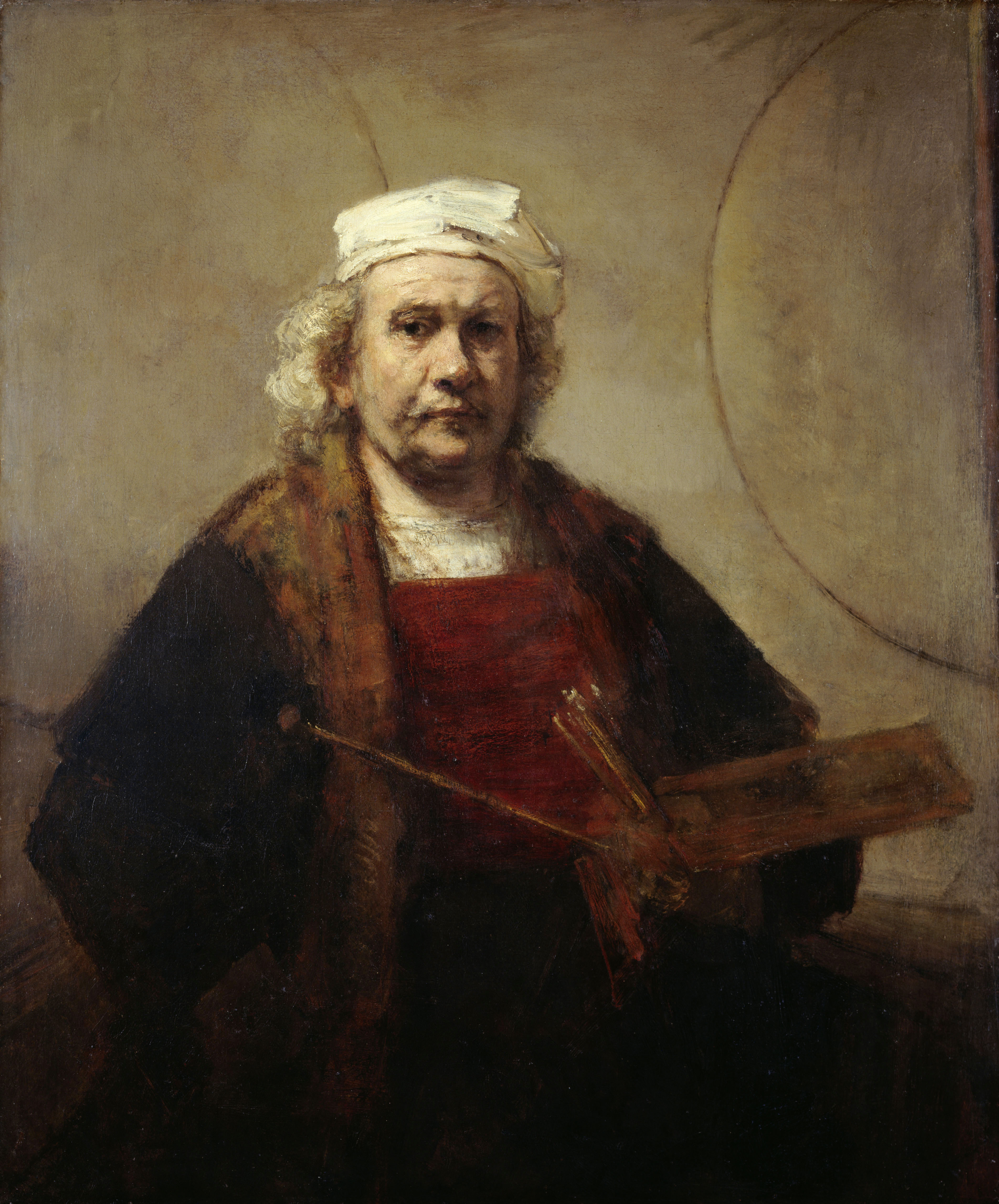
Zelfportret met twee cirkels, 1665-1669, Kenwood House, Londen
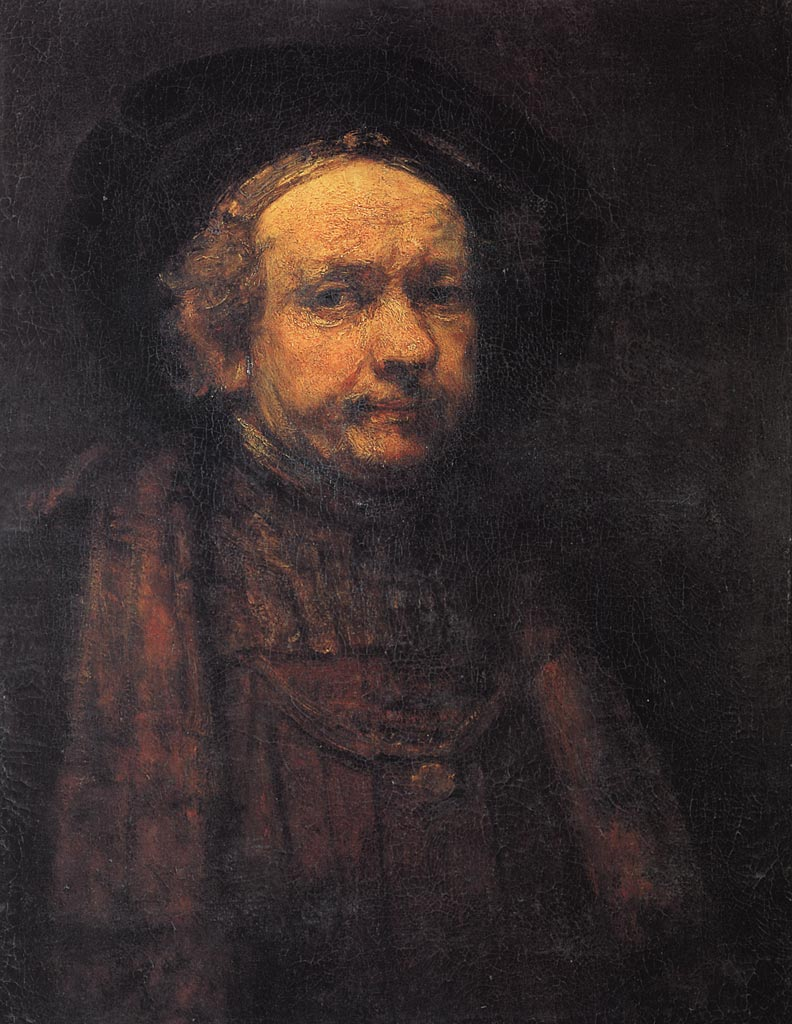
Zelfportret, 1668 of 1669, Uffizi, Florence
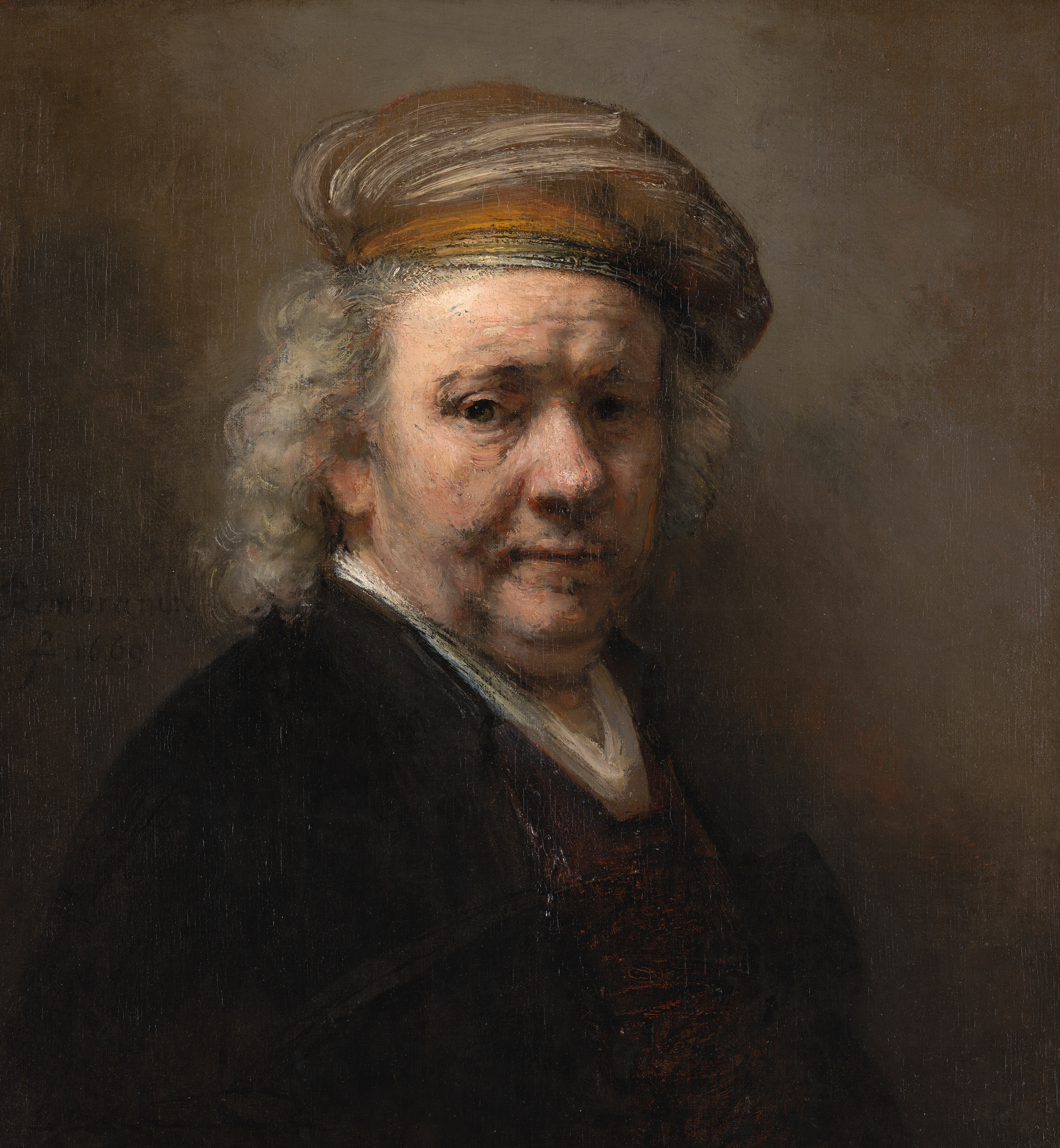
Zelfportret, 1669, Mauritshuis, Den Haag
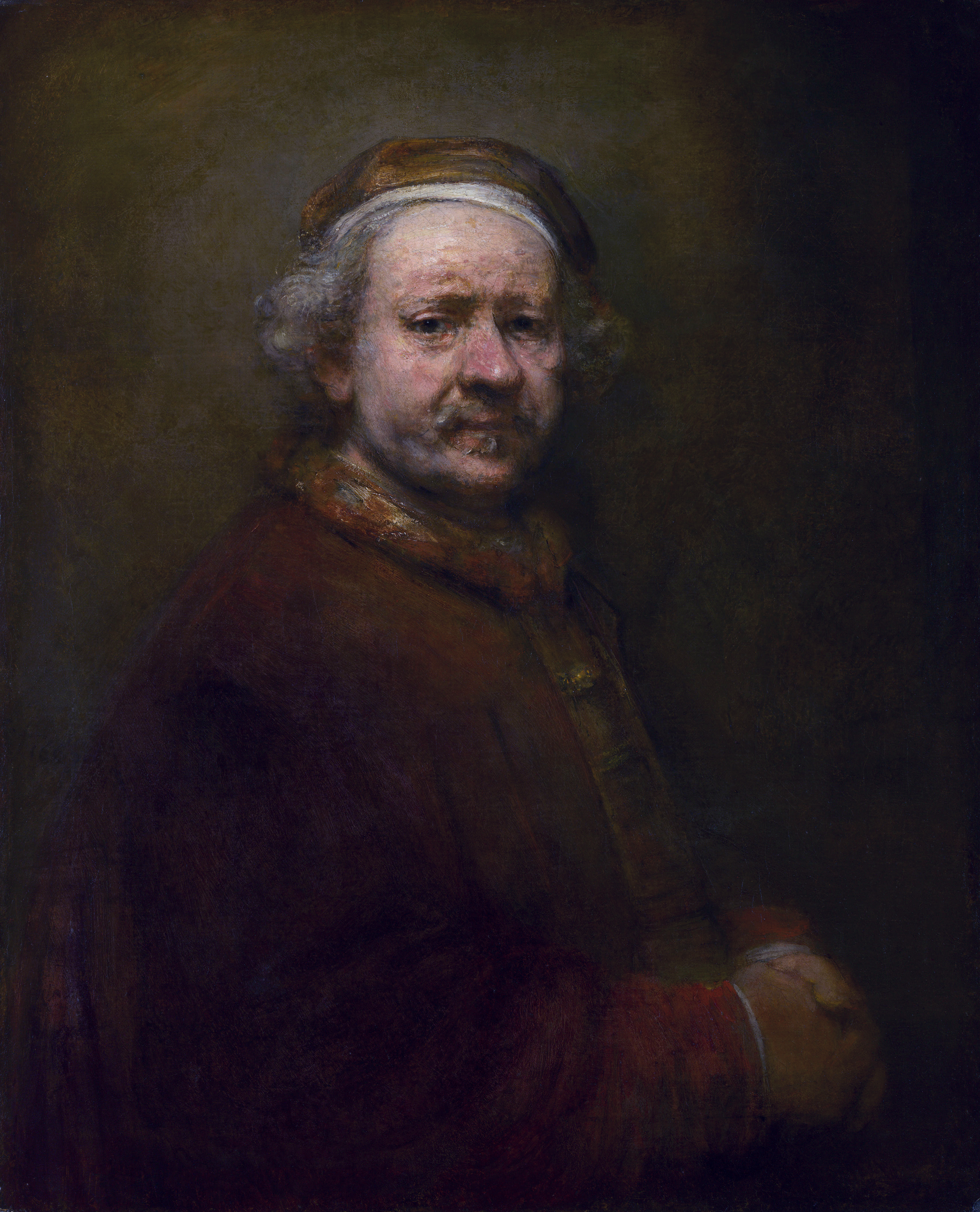
Zelfportret op 63-jarige leeftijd, 1669, het jaar van zijn overlijden, National Gallery, Londen

### Etsen

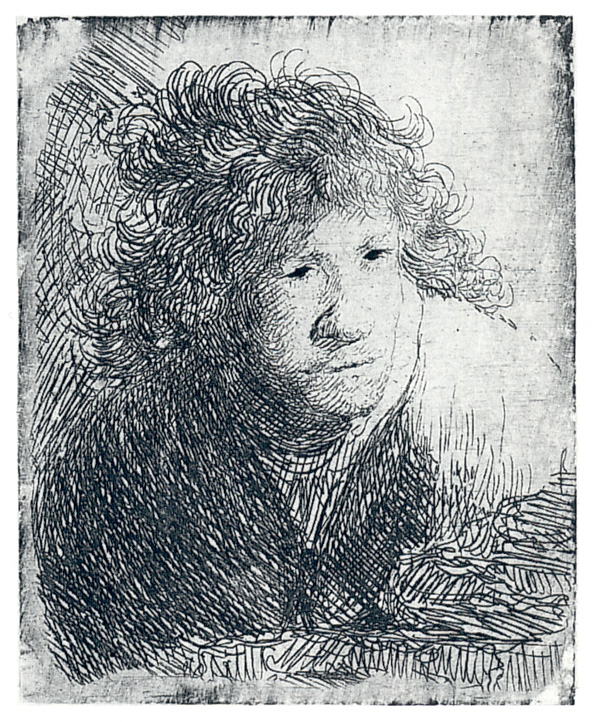
Zelfportret, luisterend, naar voren geleund, 1626-1630, Rijksmuseum Amsterdam
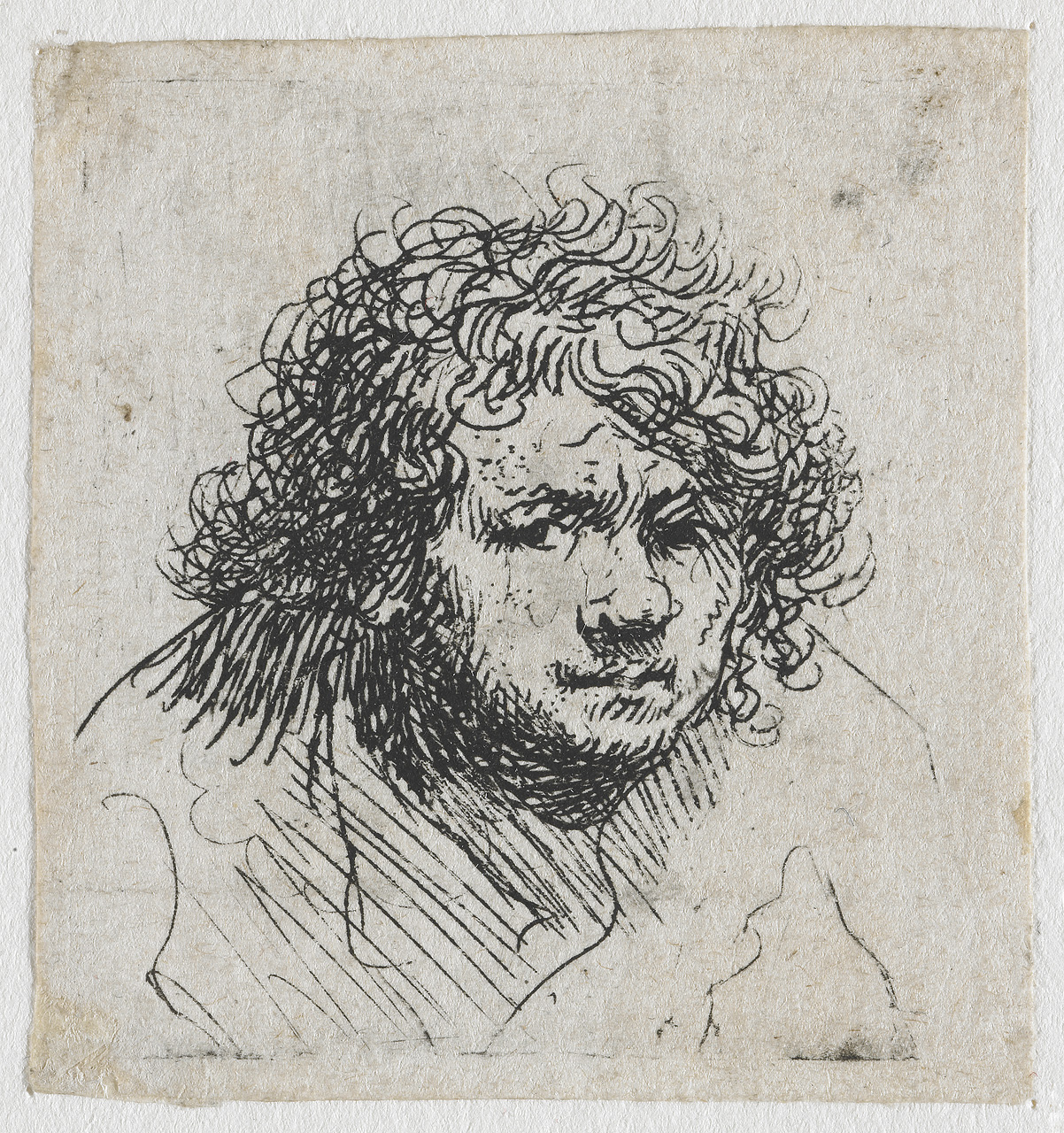
Zelfportret naar voren leunend: buste, 1626-1630, Rijksmuseum Amsterdam
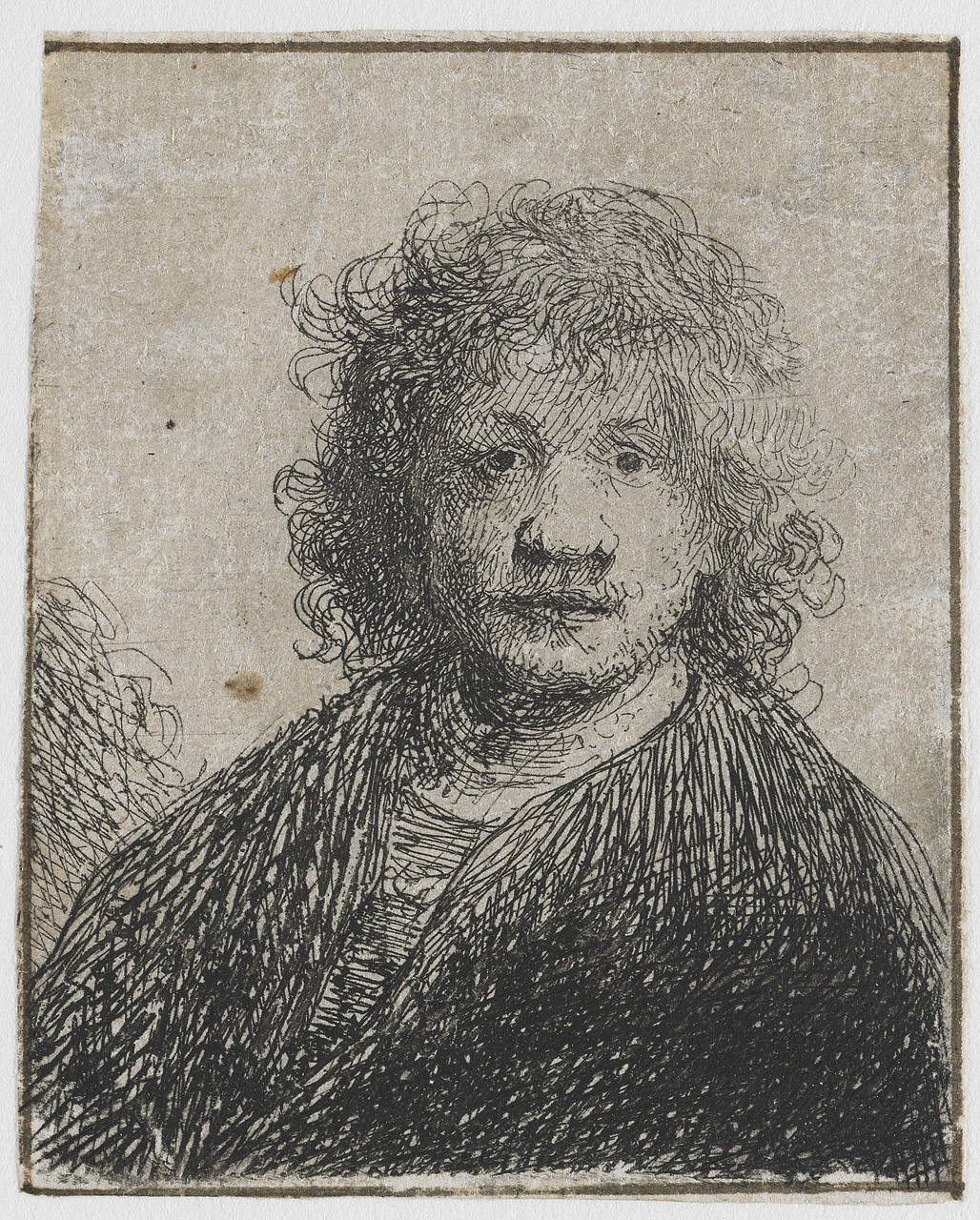
Zelfportret met brede neus, kader met pen in bruin, 1626-1630, Rijksmuseum Amsterdam
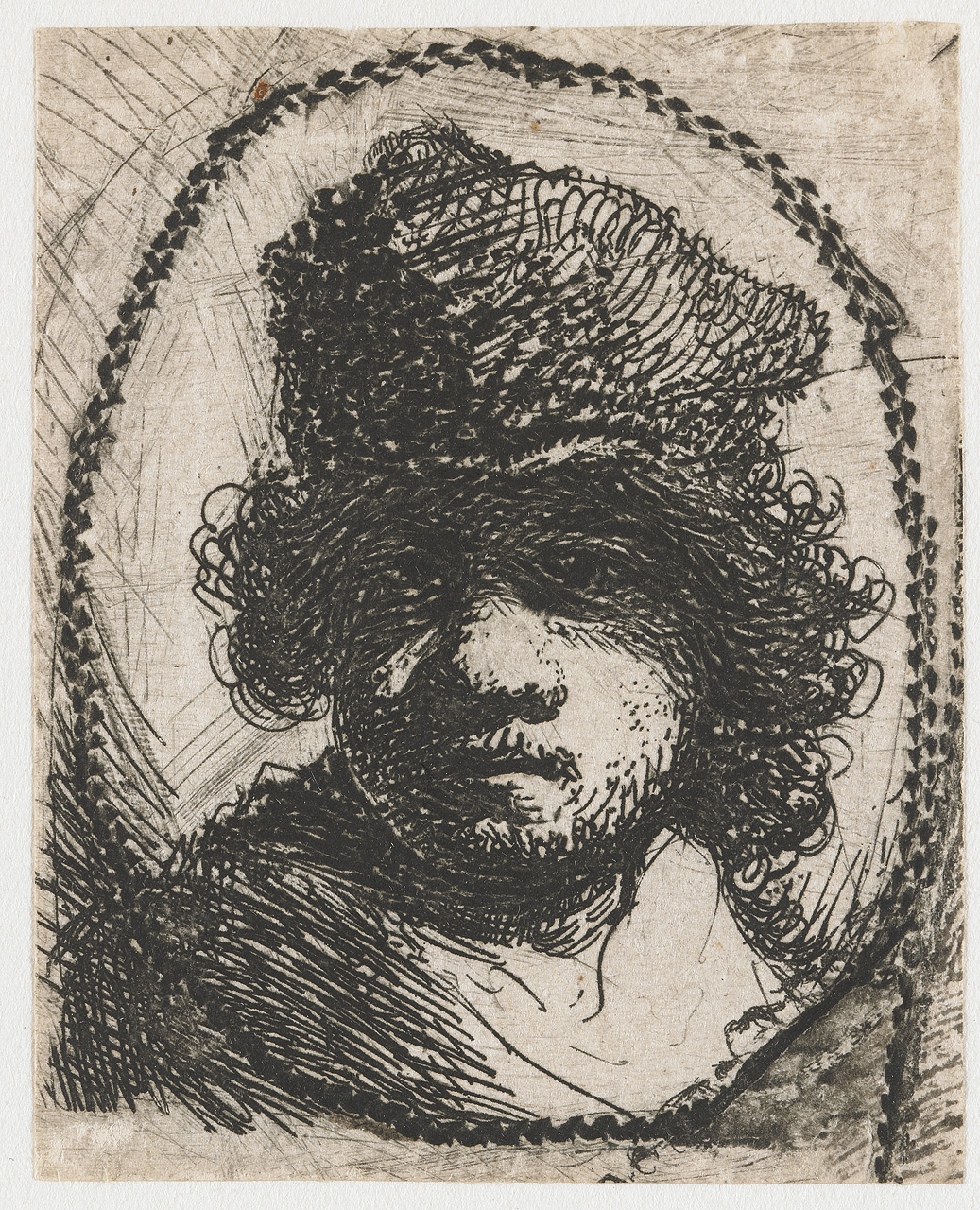
Zelfportret met hoofddeksel van bont, in ovaal kader: buste, 1627-1631, Rijksmuseum Amsterdam
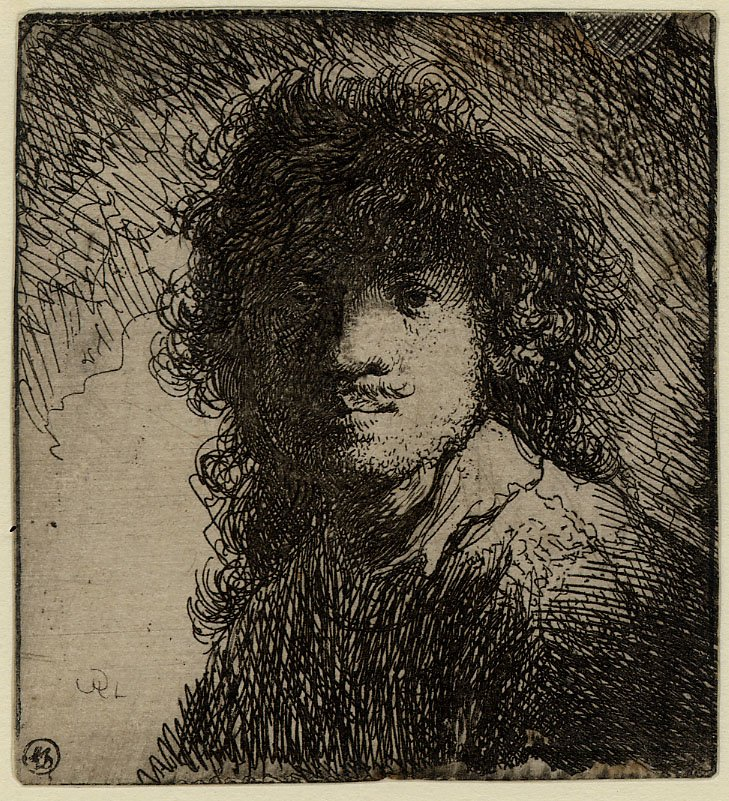
Zelfportret, ca. 1629, British Museum, Londen
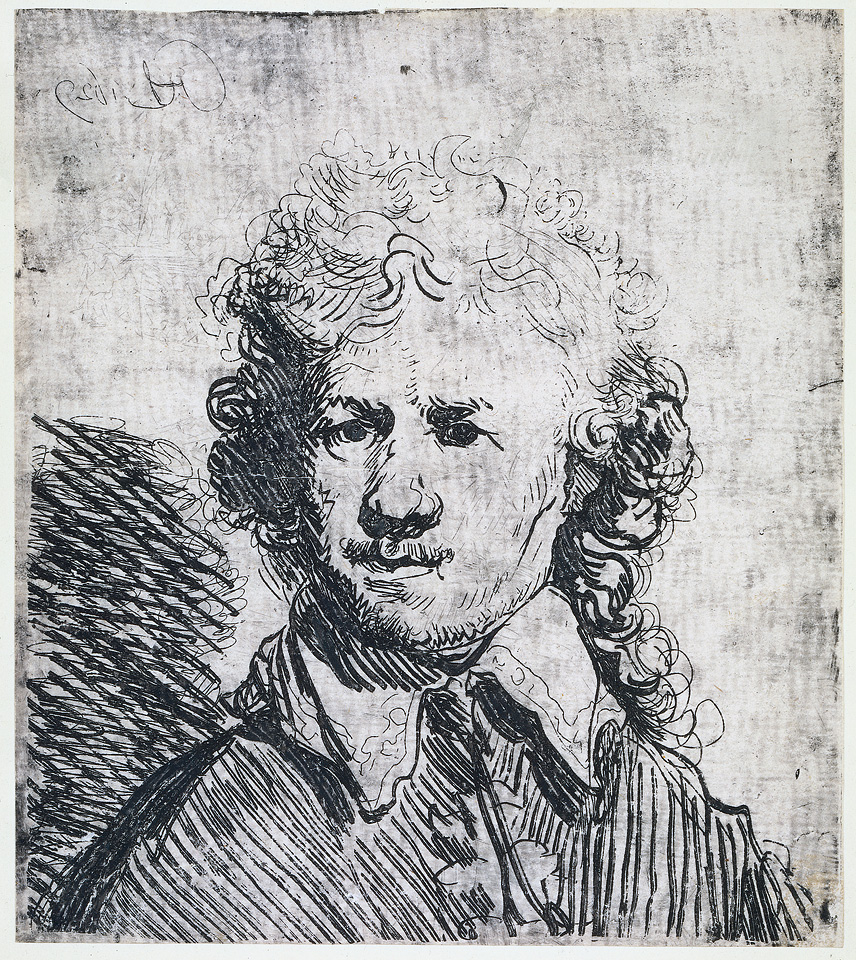
Zelfportret, blootshoofds: buste, ruw geëtst, 1629, Rijksmuseum Amsterdam
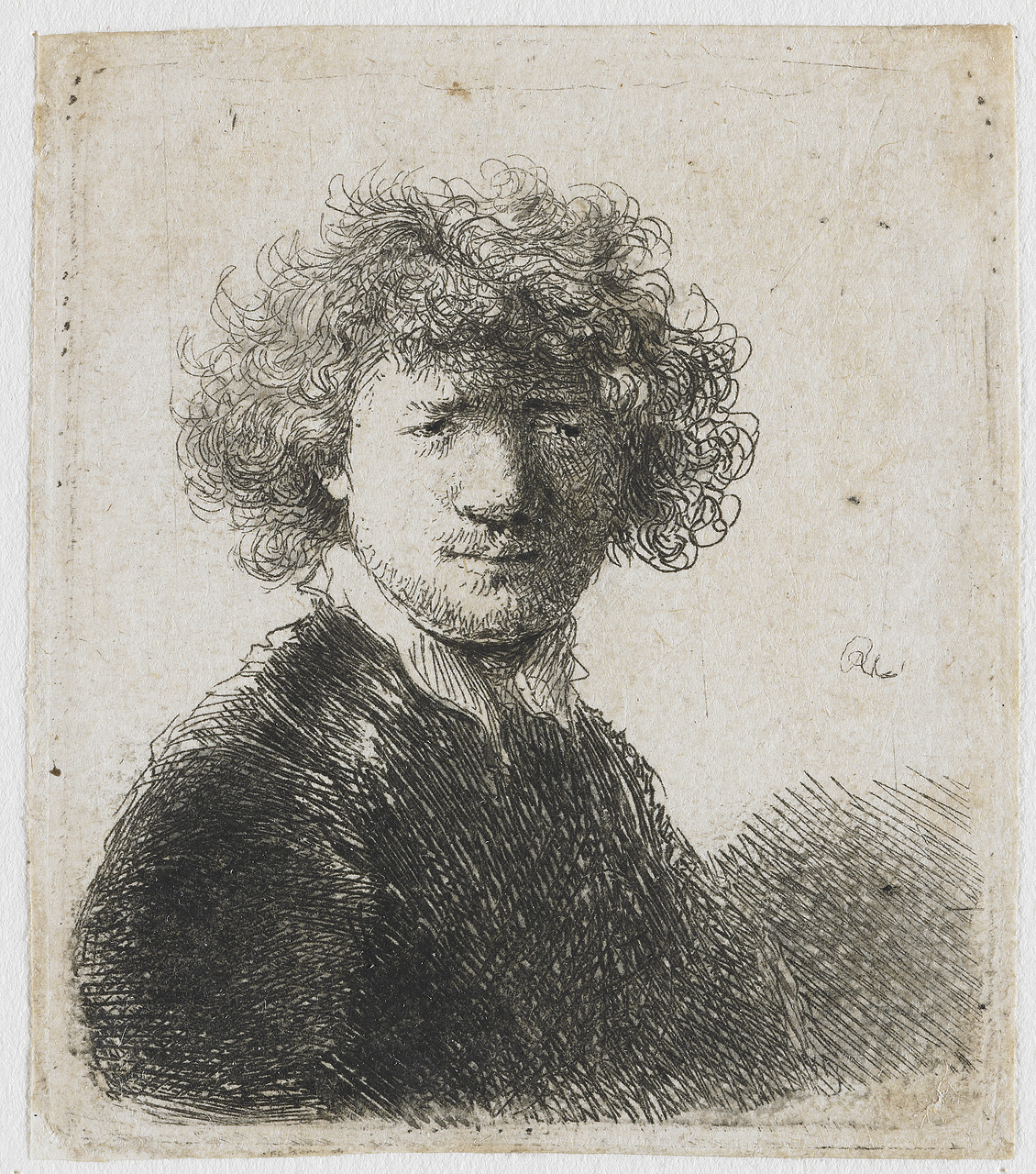
Zelfportret met krullend haar en witte kraag, 1628-1632, Rijksmuseum Amsterdam
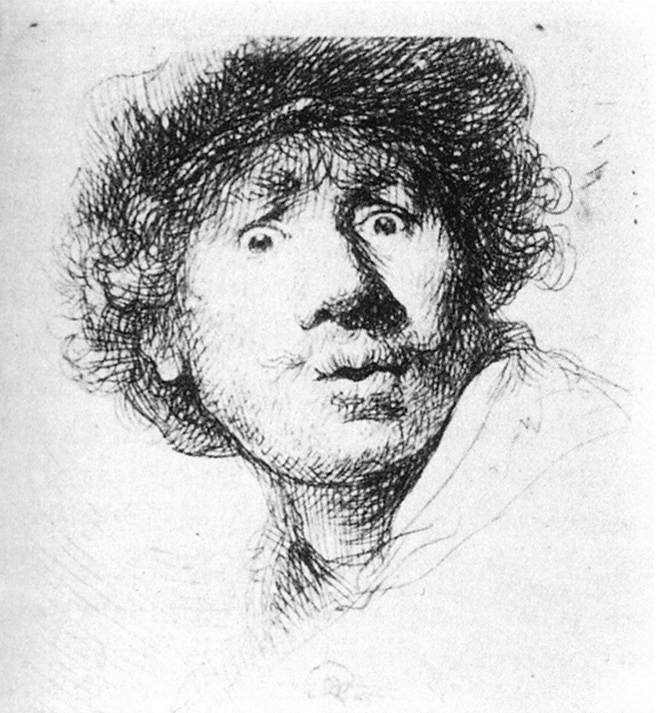
Zelfportret met baret en opengesperde ogen, 1630, Rijksmuseum Amsterdam
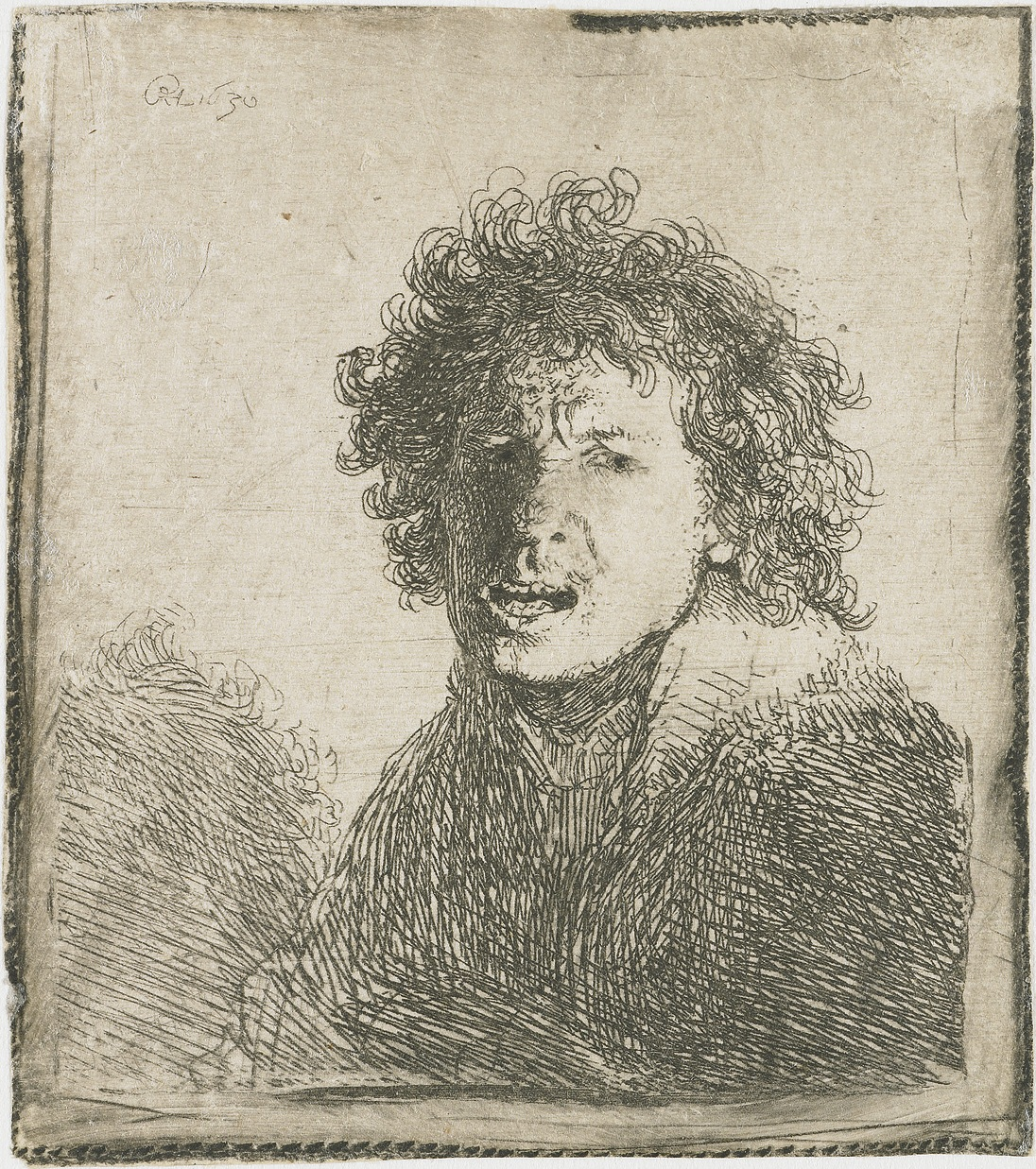
Zelfportret met open mond, alsof schreeuwend: buste, geretoucheerd met pen in bruin, 1630, Rijksmuseum Amsterdam
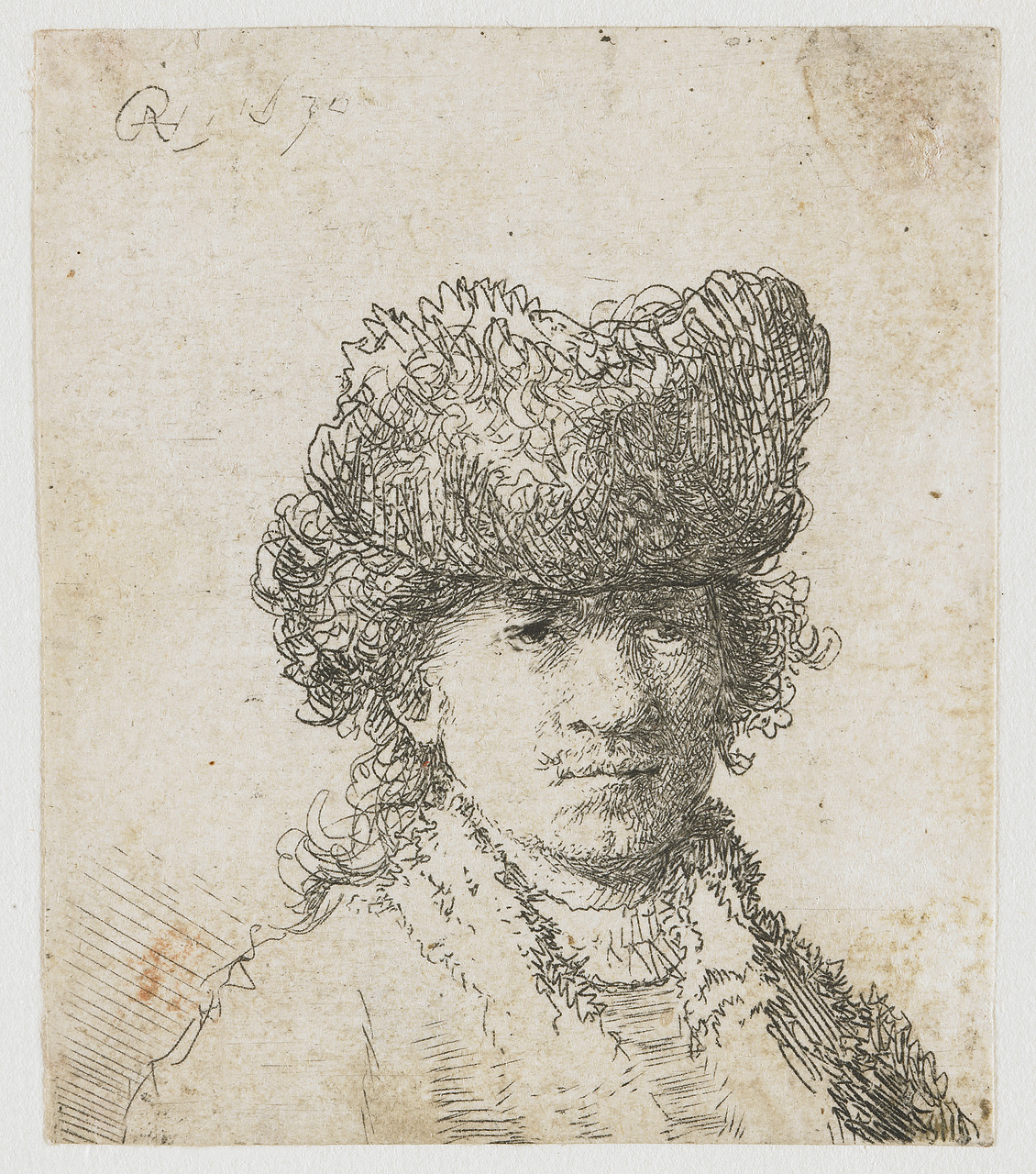
Zelfportret met bontmuts: buste, 1630, Rijksmuseum Amsterdam
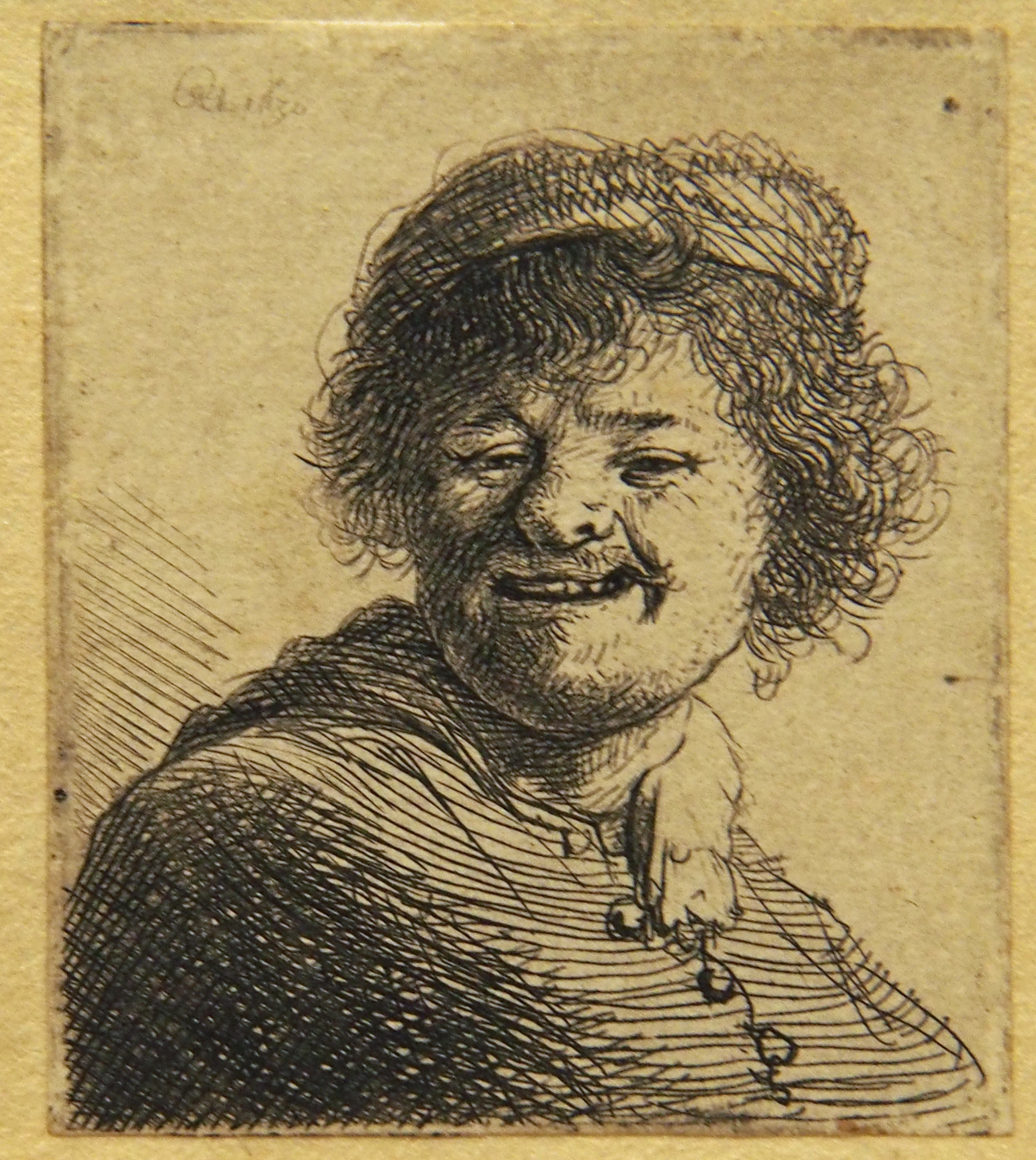
Zelfportret met verbaasde blik, 1630, Rembrandthuis, Amsterdam
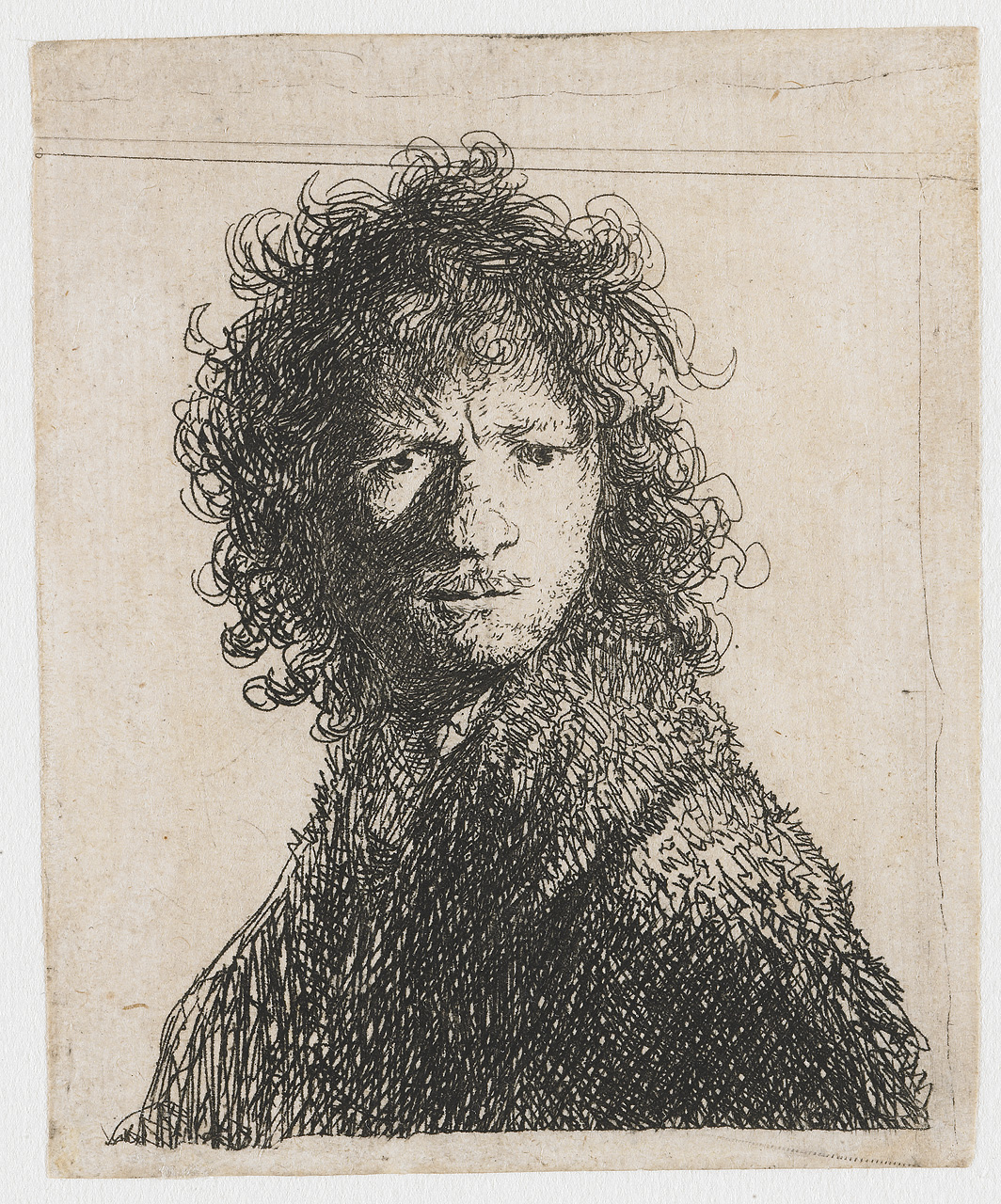
Zelfportret met gefronst voorhoofd: buste, 1630, Rijksmuseum Amsterdam
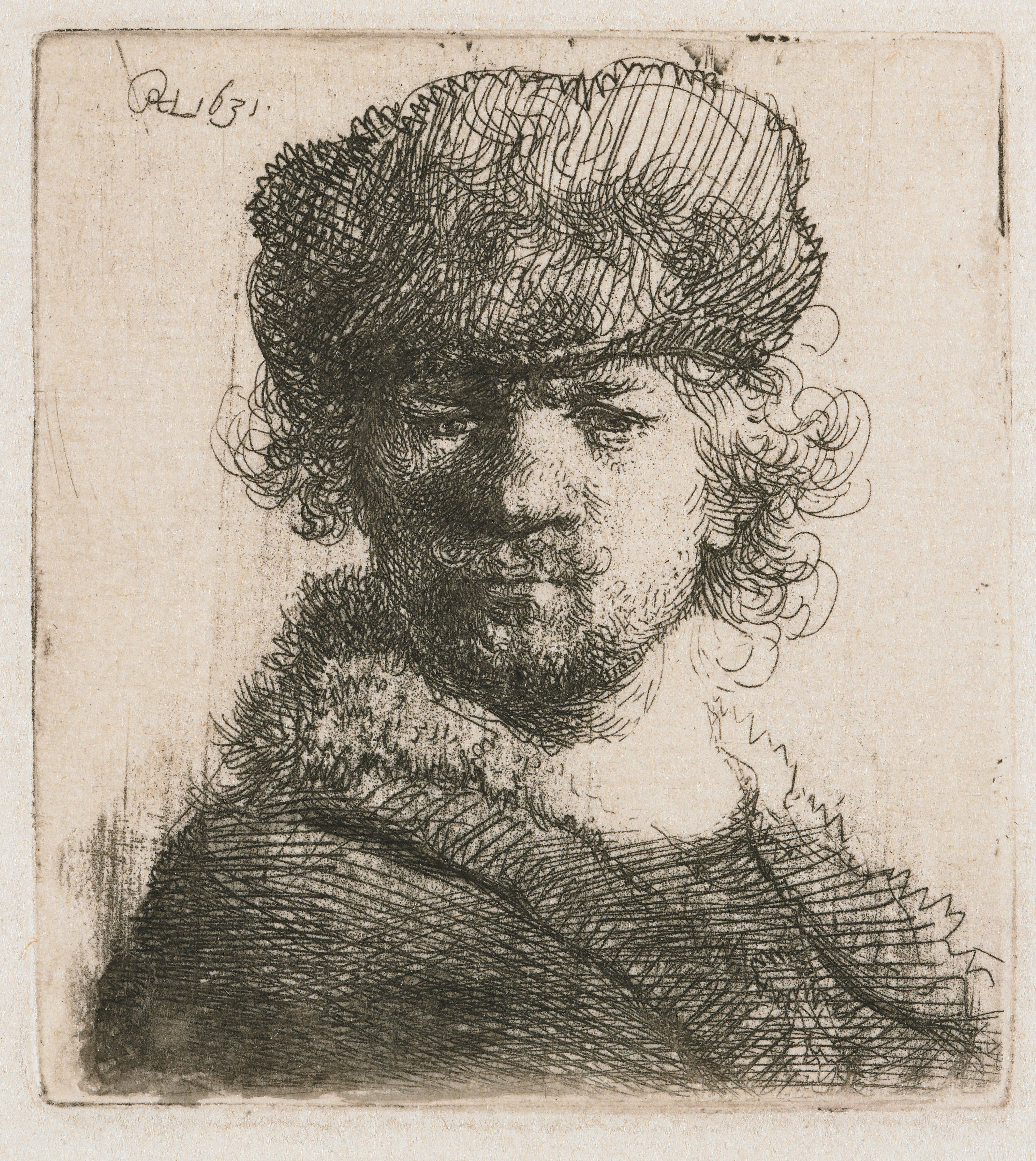
Zelfportret met dikke bontmuts: buste, 1631, Rijksmuseum Amsterdam
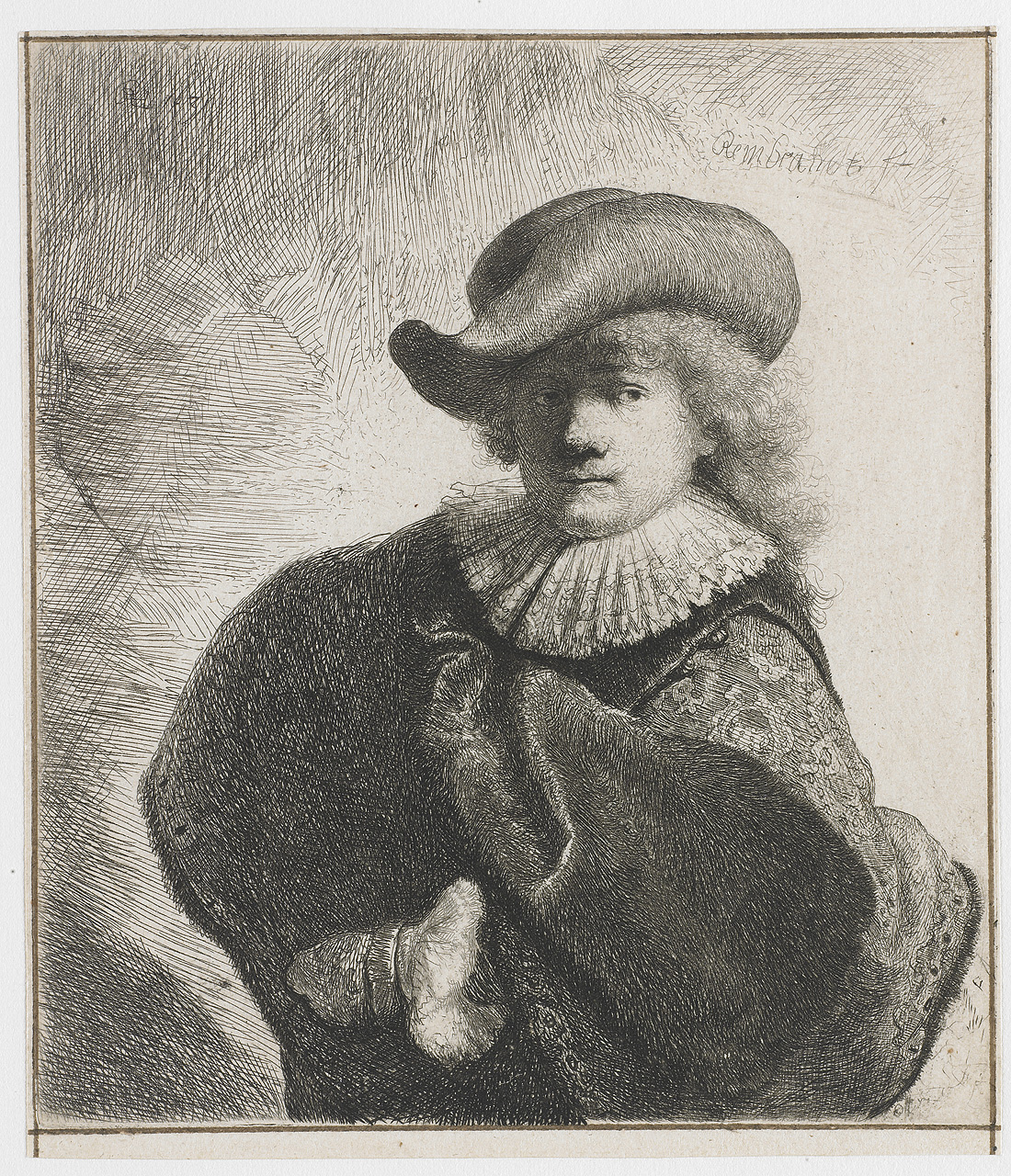
Zelfportret met hoed met slappe rand en geborduurde mantel, kader met pen in bruin, 1631, Rijksmuseum Amsterdam
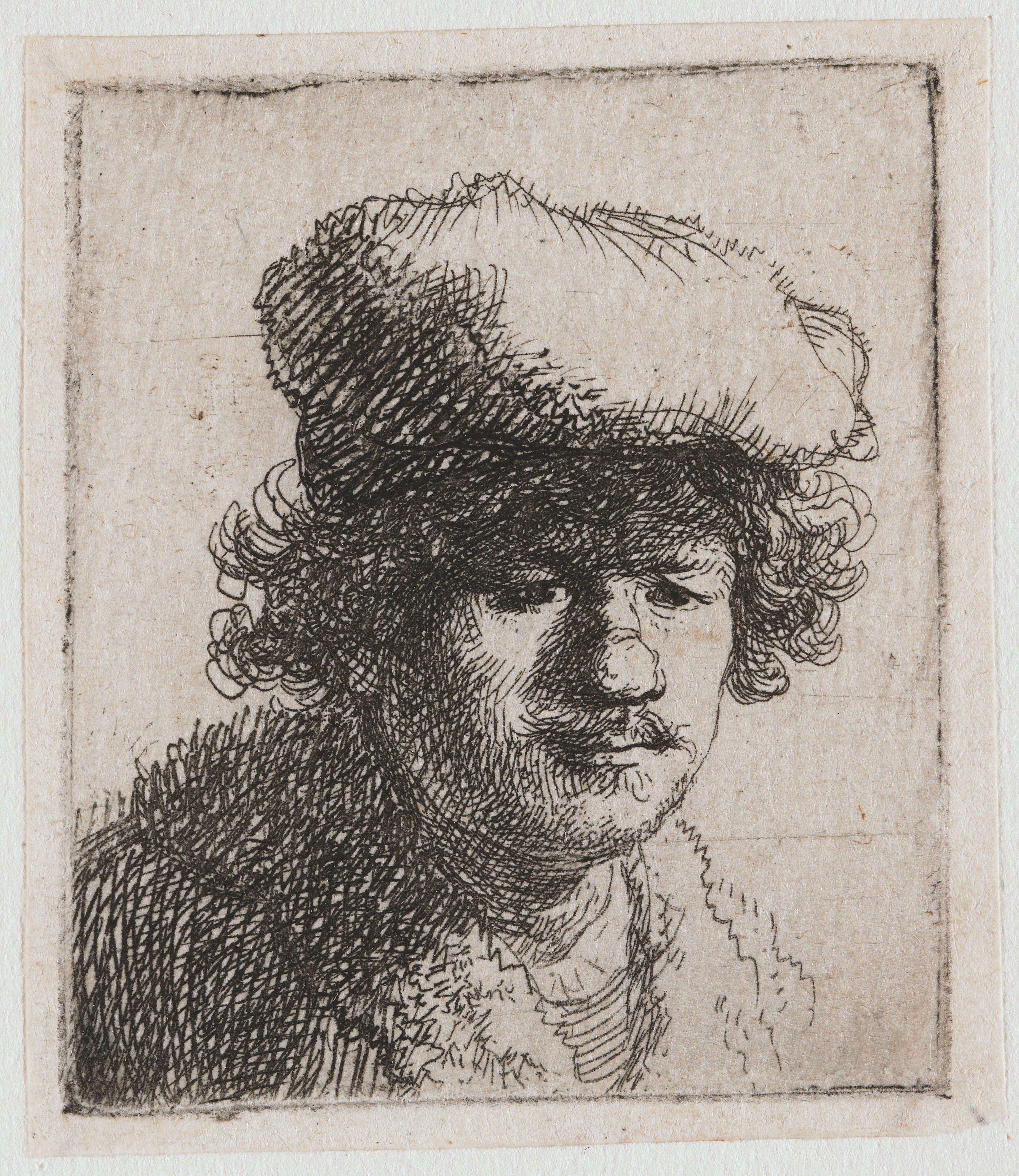
Zelfportret met naar voren getrokken pet, 1629-1633, Rijksmuseum Amsterdam
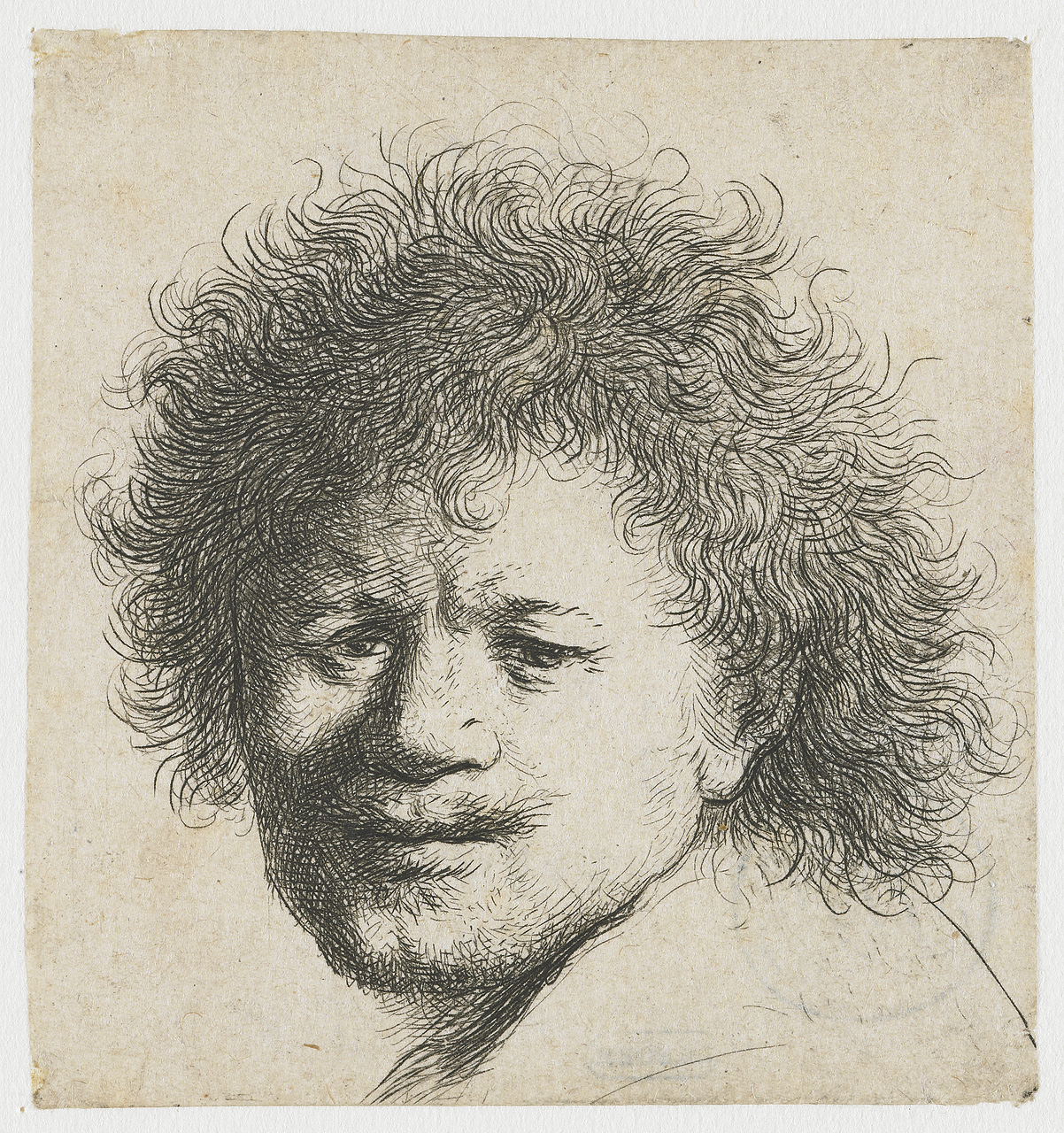
Zelfportret met lange, verwarde haardos: alleen de kop, ets en burijn, 1629-1633, Rijksmuseum Amsterdam
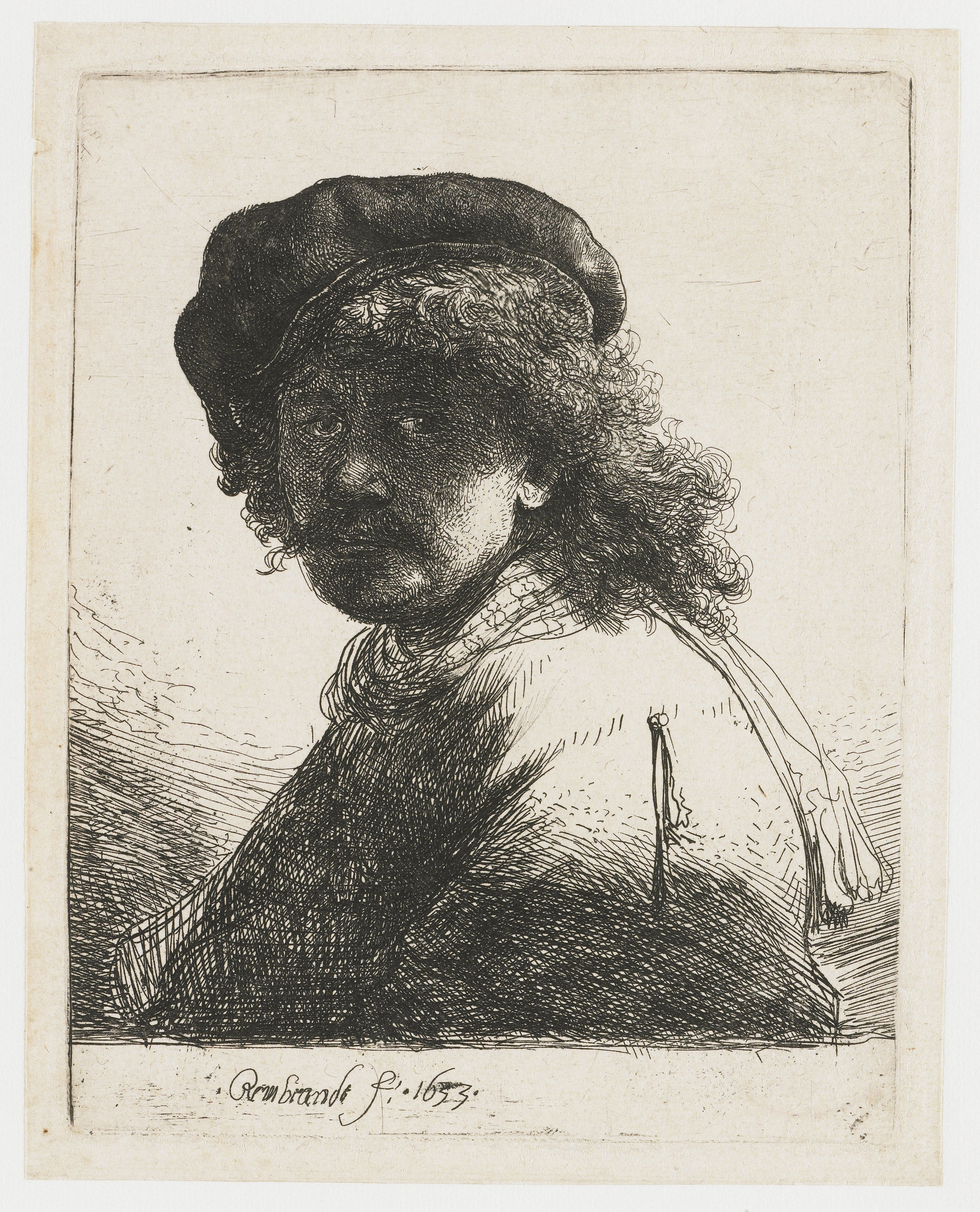
Zelfportret met baret en halsdoek, het gezicht in de schaduw: buste, 1633, Rijksmuseum Amsterdam
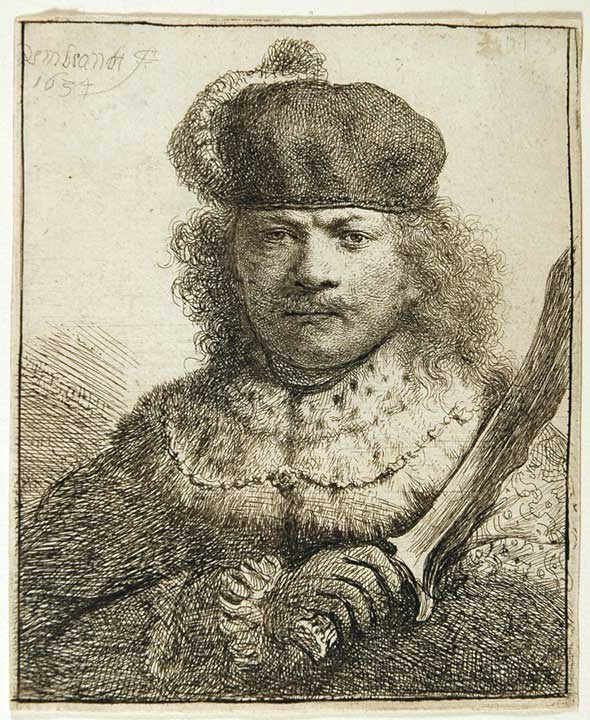
Zelfportret met geheven zwaard, 1634, Montgomery Museum of Fine Arts, Montgomery
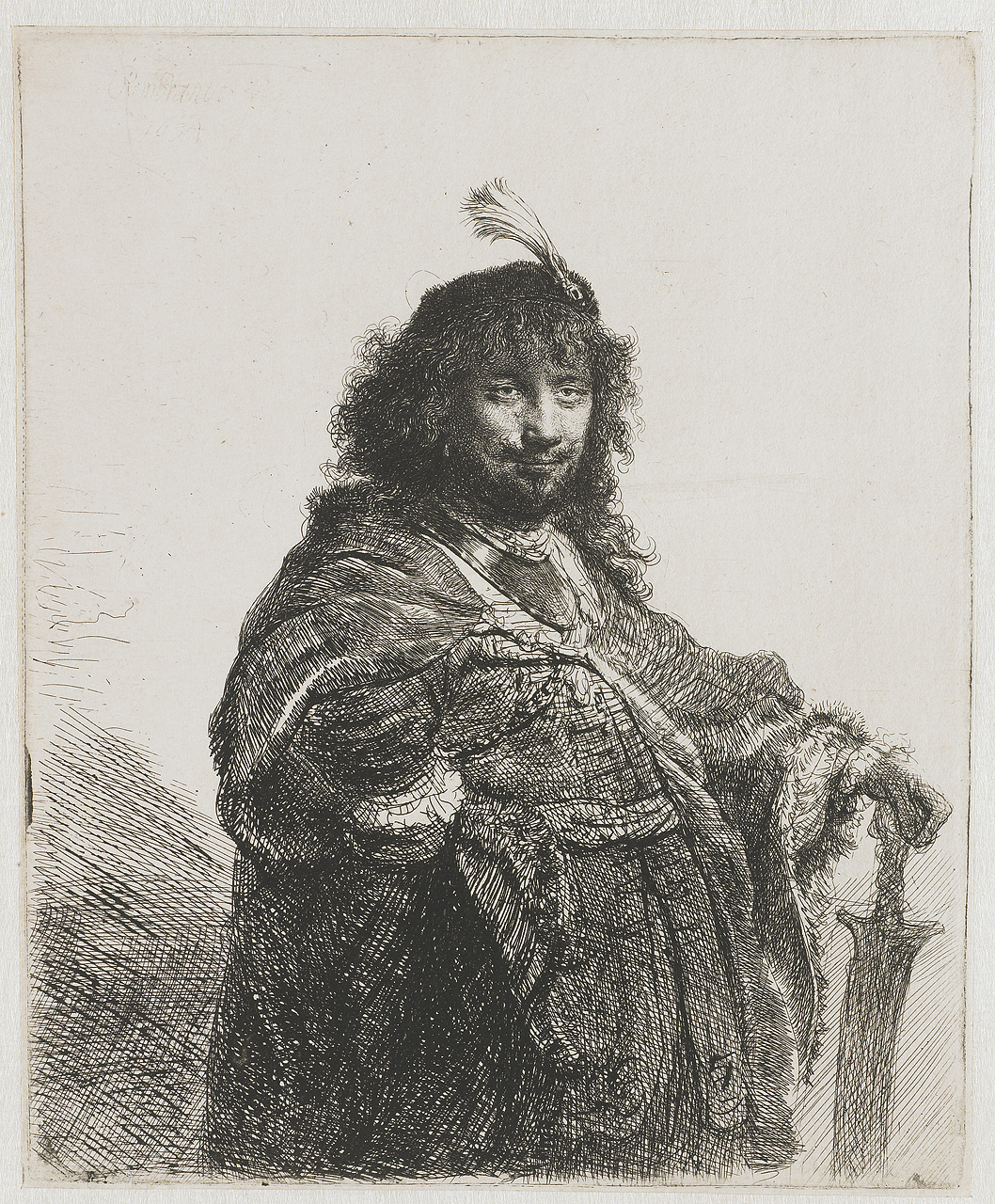
Zelfportret (?) met gepluimde baret, de hand leunend op een sabel, 1634, Rijksmuseum Amsterdam
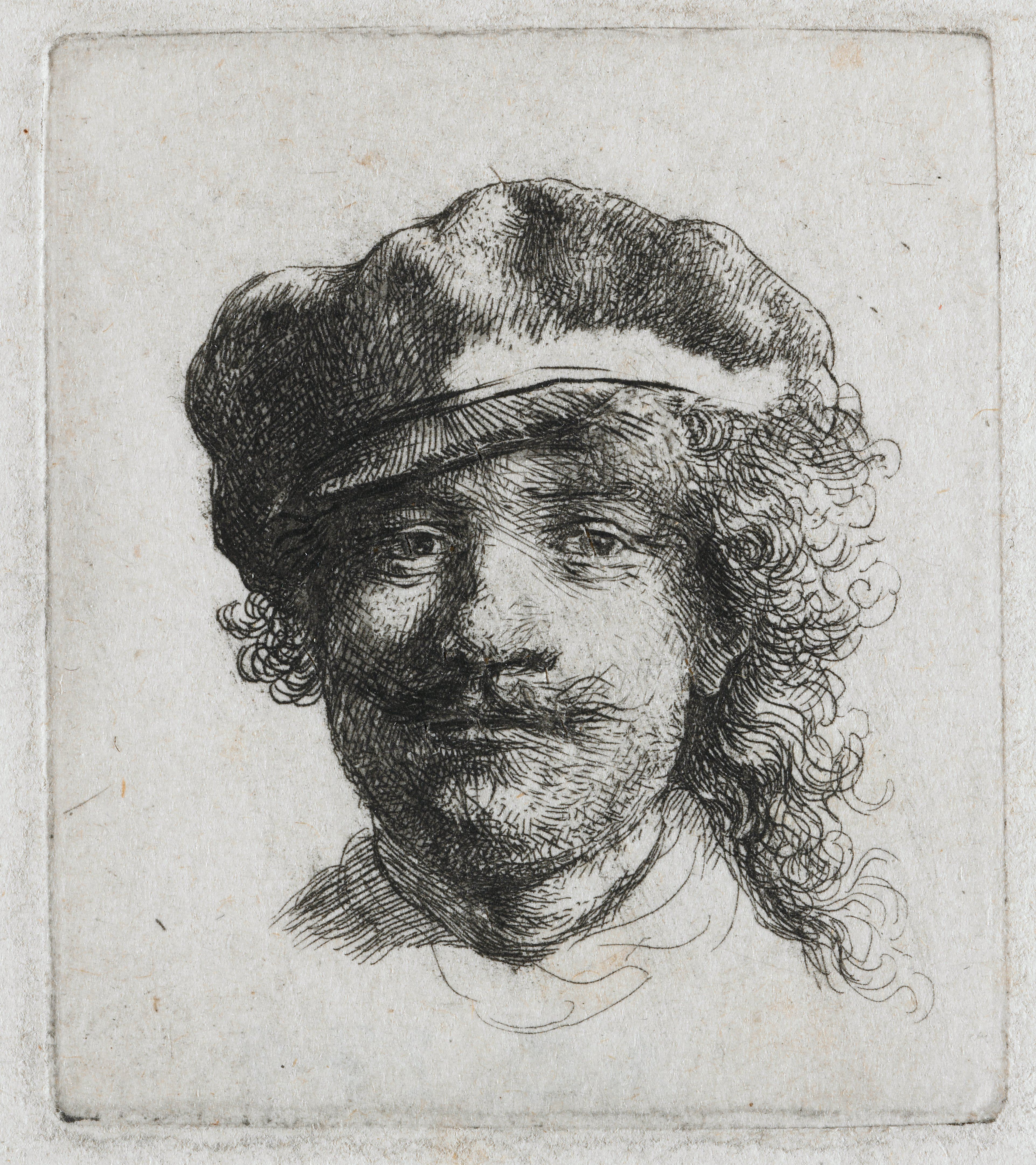
Zelfportret met pet, 1632-1636, Rijksmuseum Amsterdam
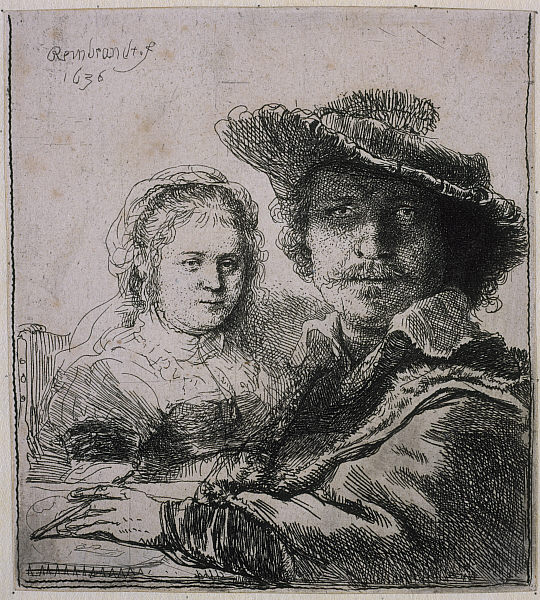
Zelfportret met Saskia, 1636, Rijksmuseum Amsterdam
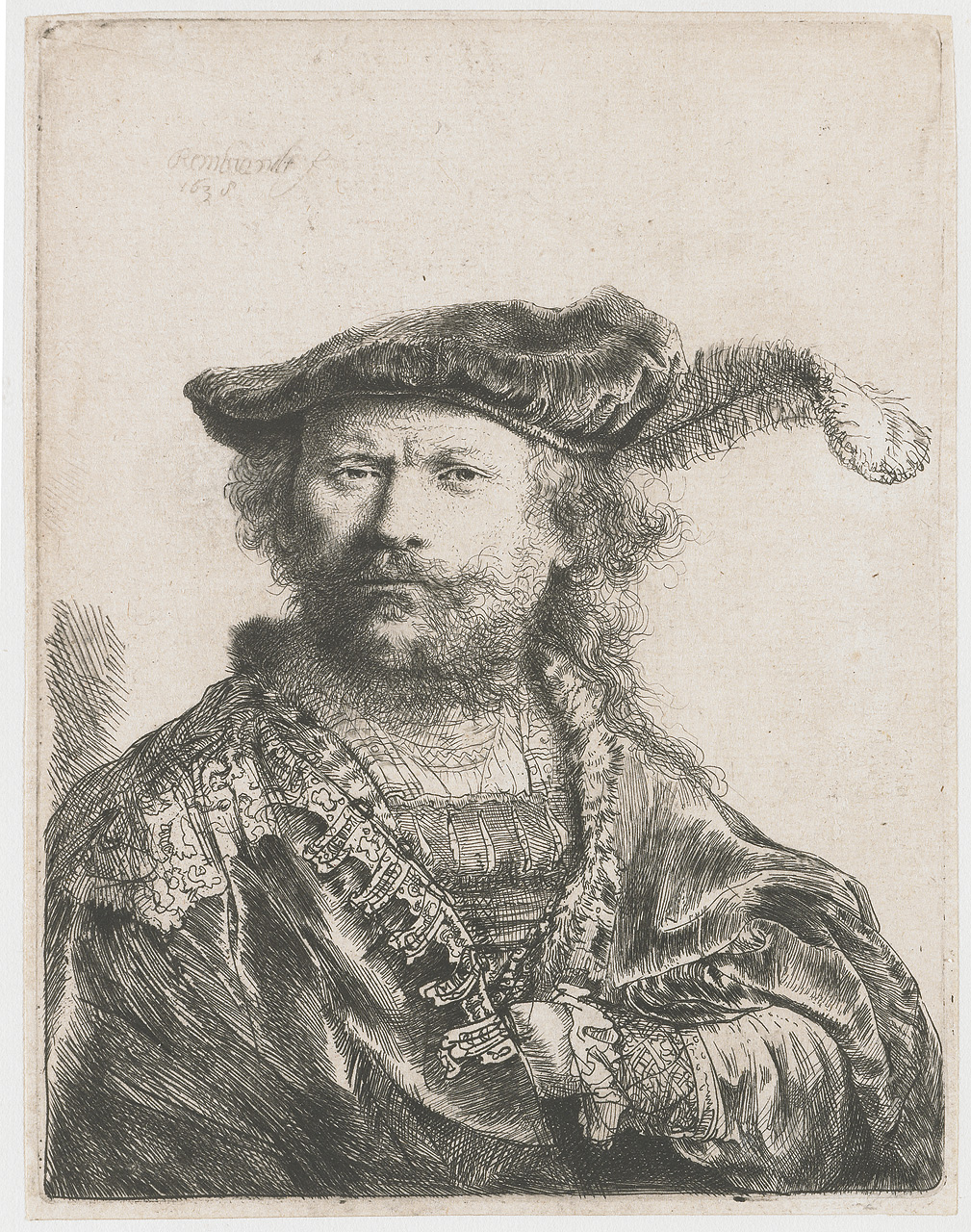
Zelfportret met gepluimde fluwelen baret, 1638, Rijksmuseum Amsterdam
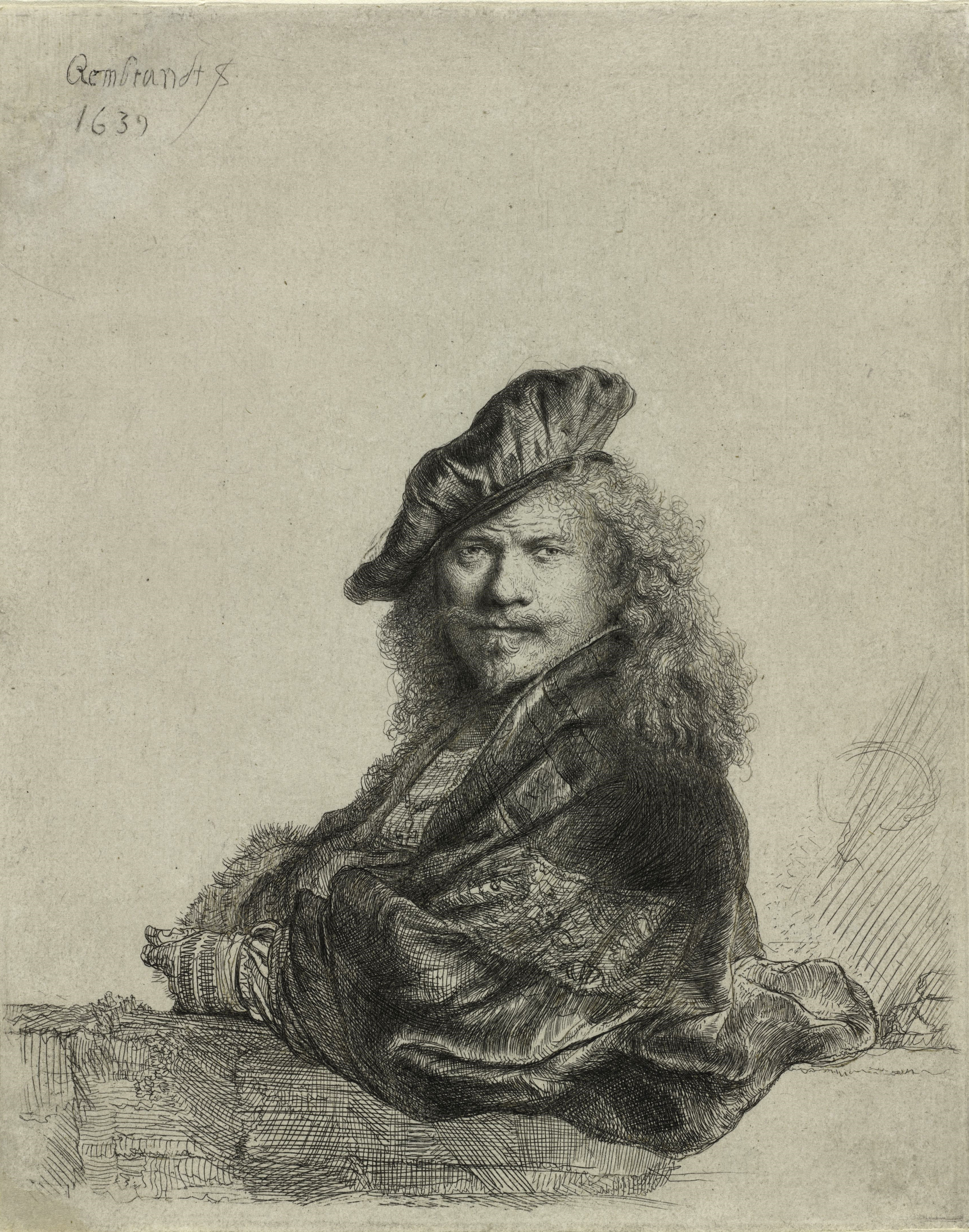
Zelfportret met de onderarm leunend op een stenen dorpel, 1639, National Gallery of Art, Washington
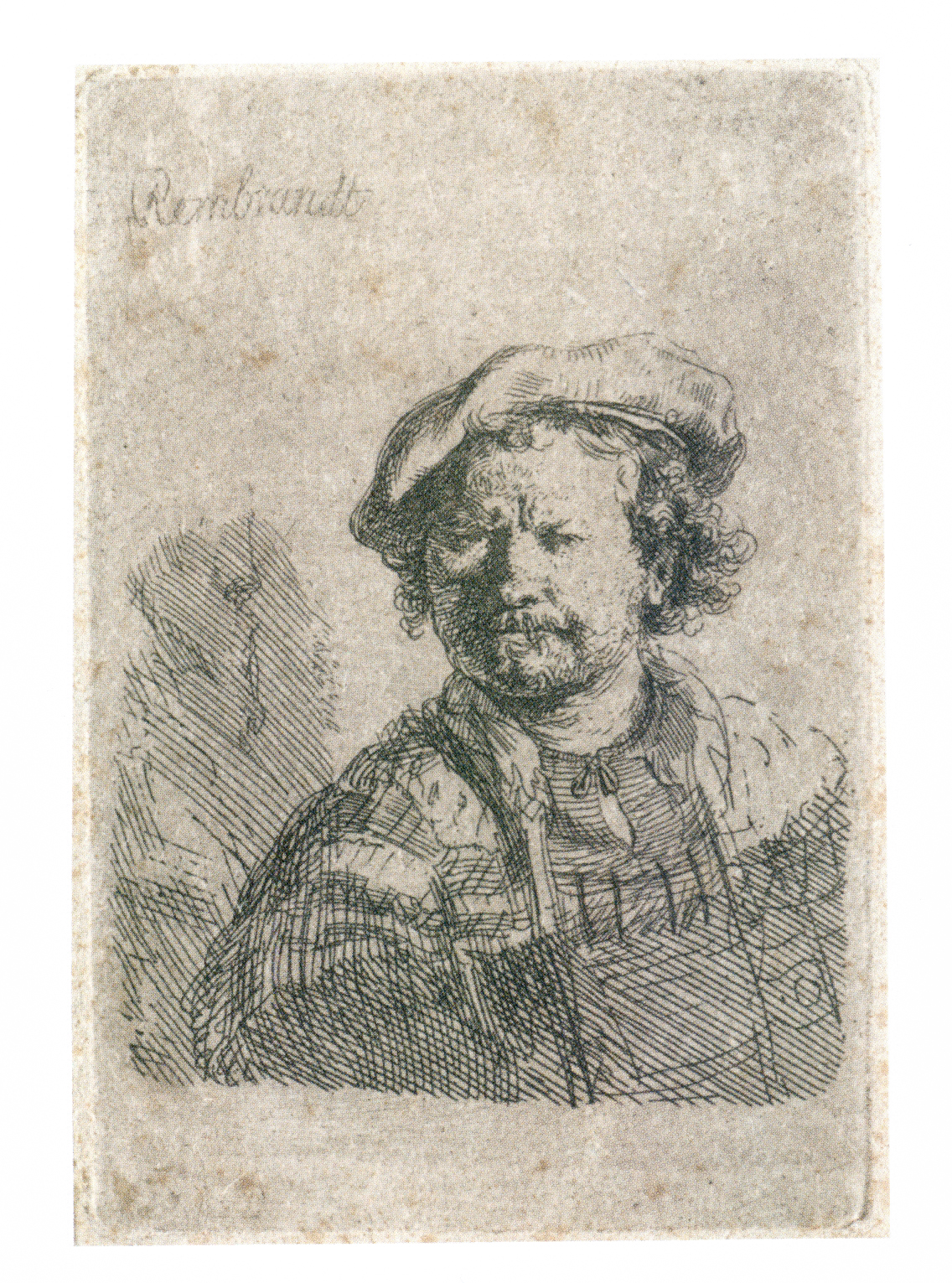
Zelfportret, ca. 1642, Künstlerhaus, Wenen
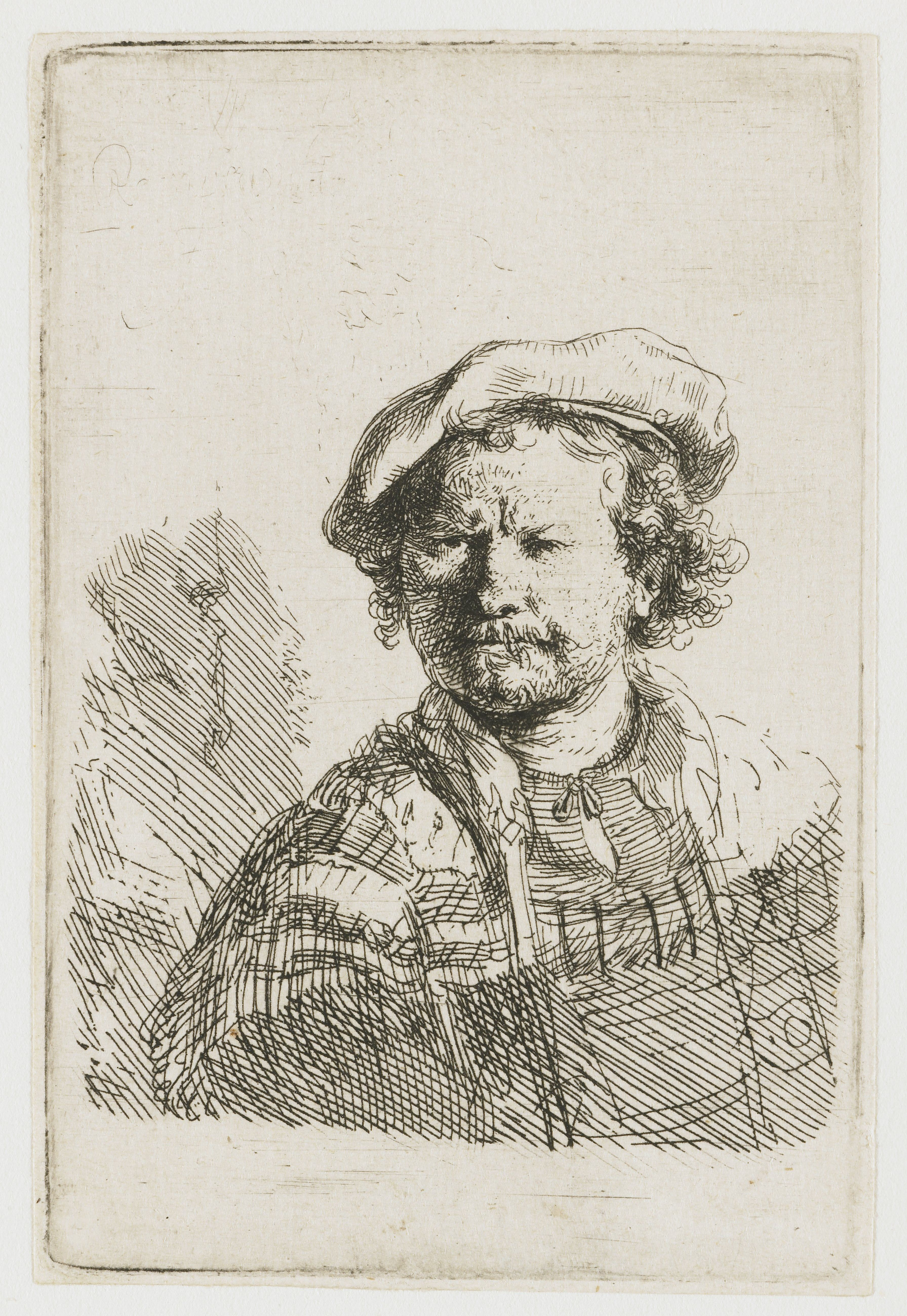
Zelfportret met baret en bewerkte mantel, 1640-1644, Rijksmuseum Amsterdam
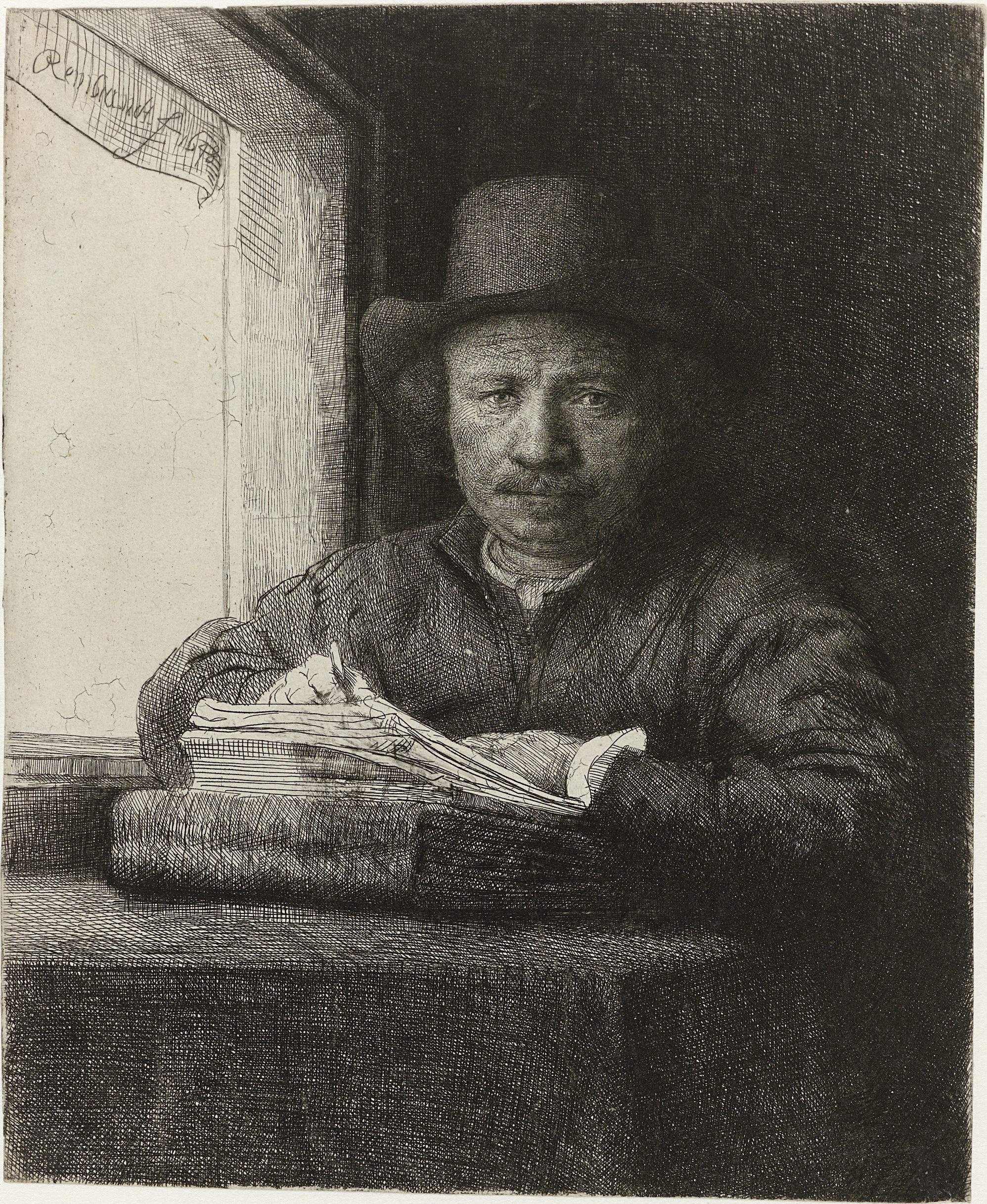
Zelfportret van Rembrandt, etsend bij een raam, 1648, Rijksmuseum Amsterdam

### Tekeningen

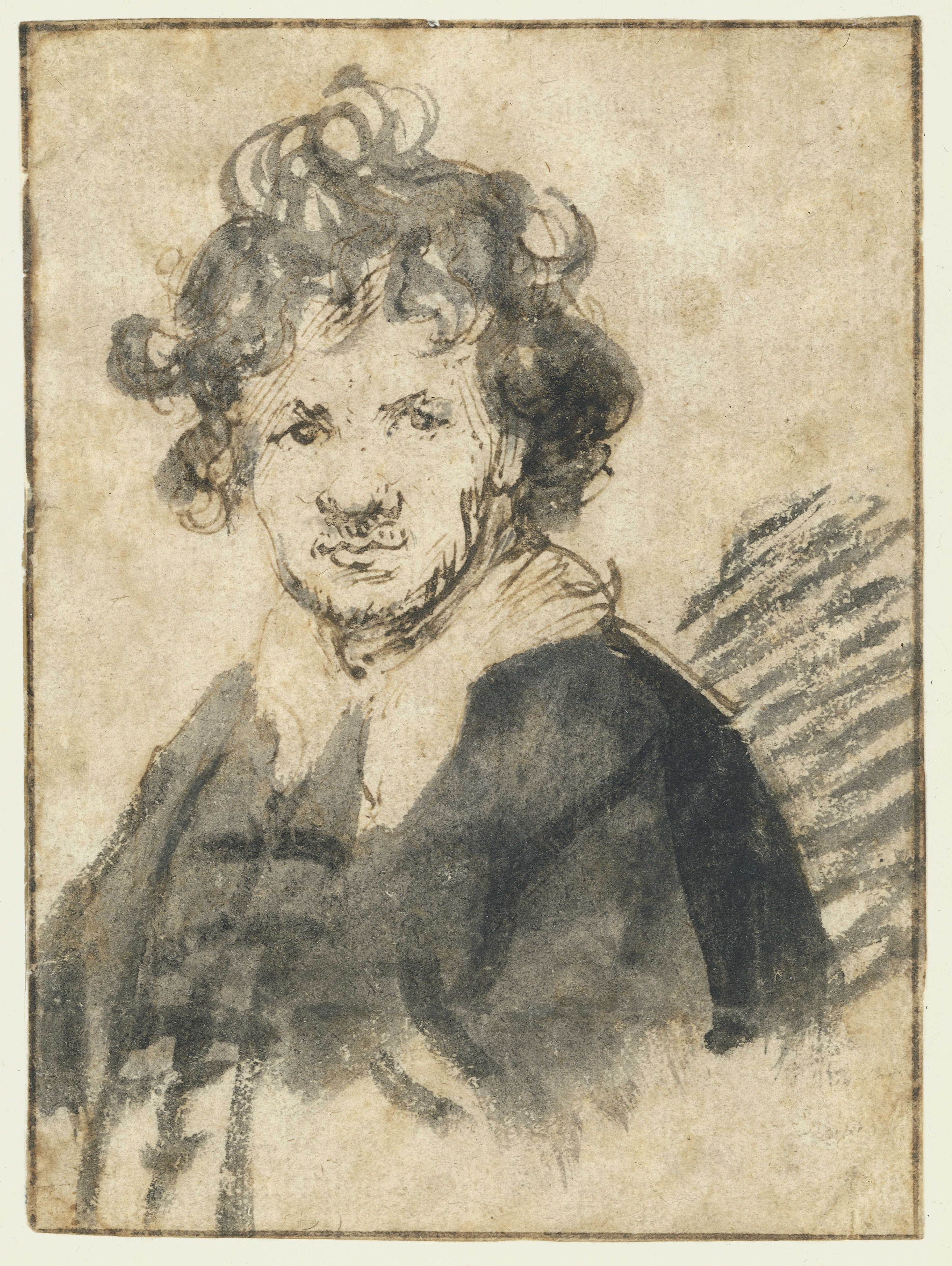
Zelfportret, pen in bruine inkt, penseel in grijs op papier, 1628-1629, Rijksmuseum Amsterdam
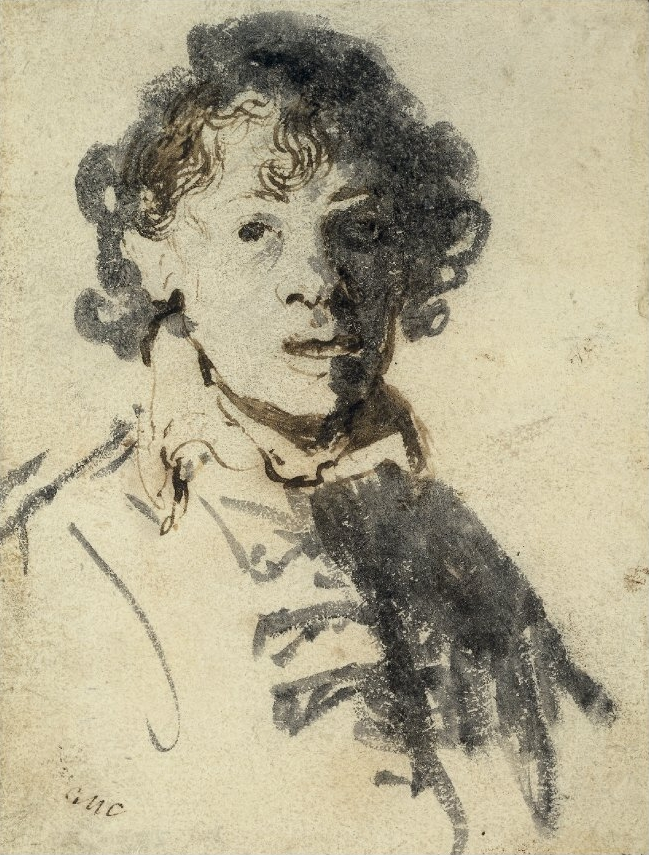
Zelfportret, ca. 1628, British Museum, Londen
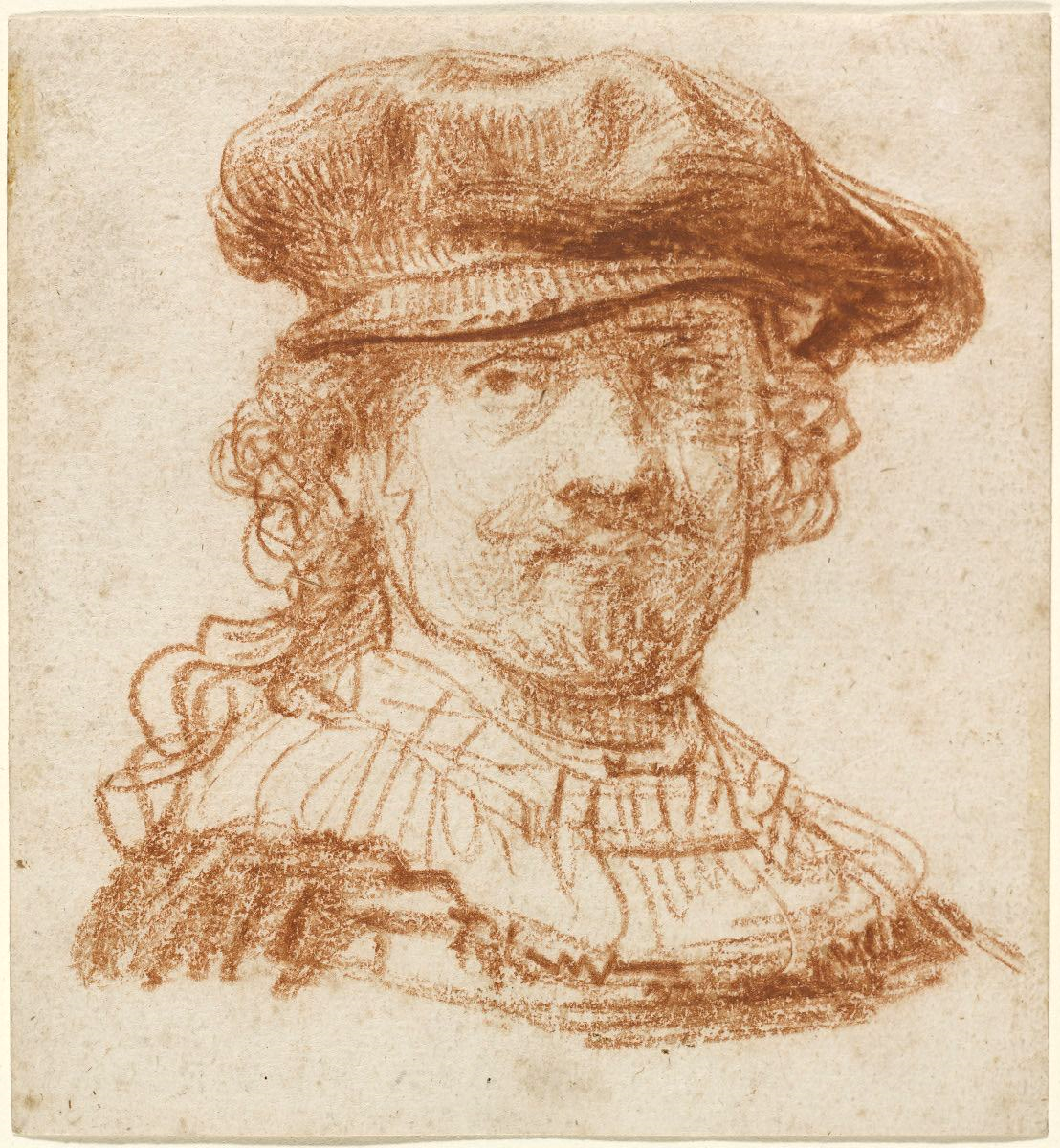
Zelfportret, rood krijt op papier, ca. 1637, National Gallery of Art, Washington
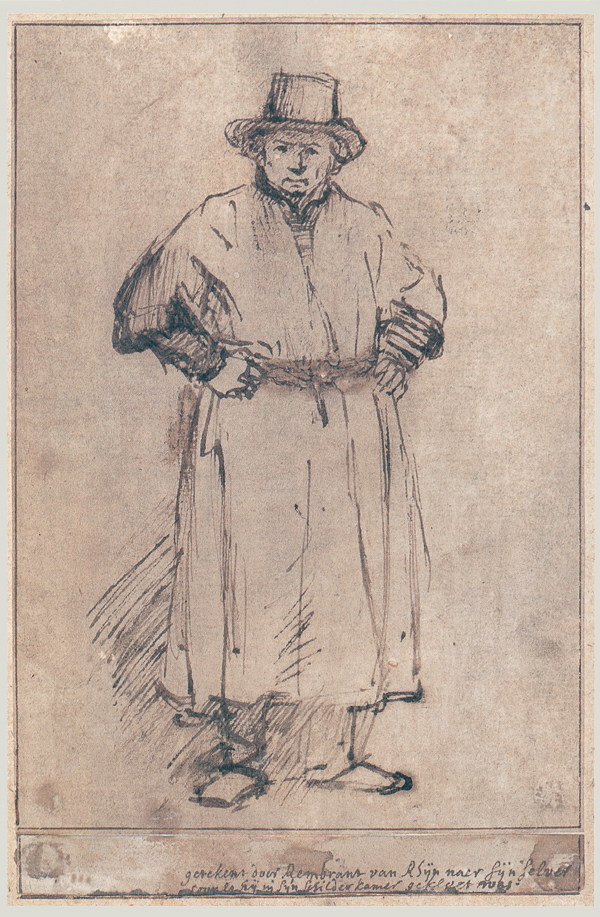
Zelfportret (onzeker), na 1652, Rembrandthuis, Amsterdam
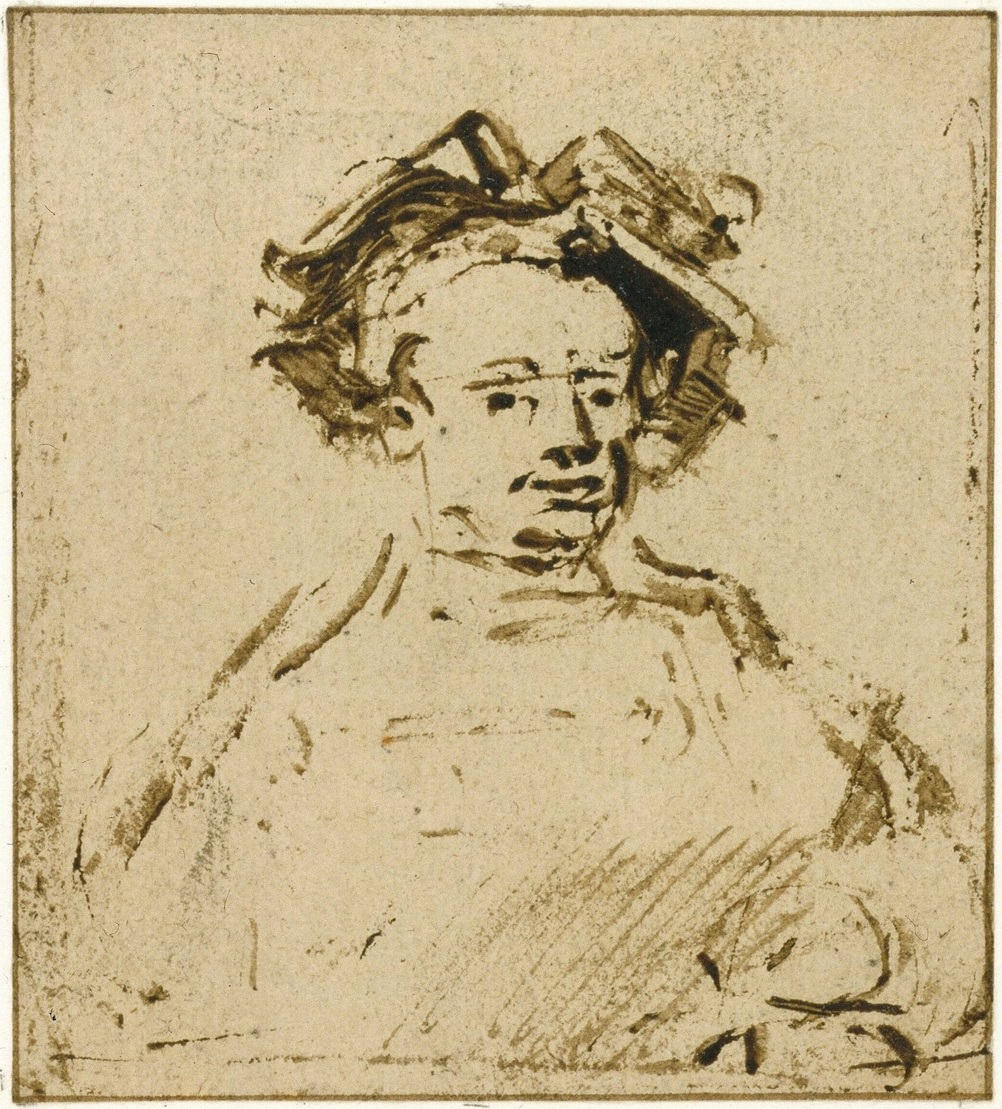
Zelfportret, pen in bruine inkt, ca. 1657-1660, Museum Boijmans Van Beuningen, Rotterdam